# Небосвод Белогорья
Небосвод Белогорья — ежегодный фестиваль воздухоплавания, военно-спортивных и авиационно-спортивных клубов, проводимый возле Памятника Победы — Звонница на Прохоровском поле на территории  музея-заповедника «Прохоровское поле» (в двух километрах от окраины посёлка Прохоровка), городе Белгород и в посёлке Дубовое. Как правило, проводится во вторые выходные августа.
Фестиваль создан Федерацией воздухоплавания Белогорья и впервые состоялся с 16 по 19 августа 2013 года.
В рамках фестиваля проводятся групповые прыжки с парашютом, показательные полеты лёгкой и сверхлёгкой авиации, пилотаж планёров, парады, массовые взлёты и ночное свечение тепловых аэростатов, выступление фолк-групп, военного оркестра и военно-спортивных клубов, проекционное шоу.

## История фестиваля
Идея проведения межрегионального (международного) фестиваля «гербовых» (несущих на оболочках гербы, геральдические символы или названия местности базирования) тепловых аэростатов в районе Памятника Победы — Звонница на Прохоровском поле, принадлежала руководителю пресс-центра Федерации воздухоплавания России Жанне Лосевой и руководителю Федерации воздухоплавания Белогорья Вадиму Радченко. Она была активно поддержана Губернатором и Правительством Белгородской области, Управлением физической культуры и спорта Белгородской области. Фестиваль был приурочен к 70-летию Прохоровского сражения с целью отдать долг памяти воинам, павшим и выжившим в боях за Родину на Прохоровском поле.
Приглашения на фестиваль получили пилоты не только из России, но и из бывших республик СССР, таким способом организаторы хотели подчеркнуть единство братских народов защищавших небо 70 лет назад, независимо от границ, политического строя, места жительства. Особенностью фестиваля стал полный запрет на участие команд с оболочками тепловых аэростатов несущими рекламные изображения и надписи. Целю фестиваля декларировалась популяризация воздухоплавания в России, воспитание патриотических чувств и содействие профессиональной ориентации молодежи на авиационно-технические специальности, развитие существующих Федераций воздухоплавания, развитие туристической индустрии Белгородской области.

### 2013 год. I фестиваль

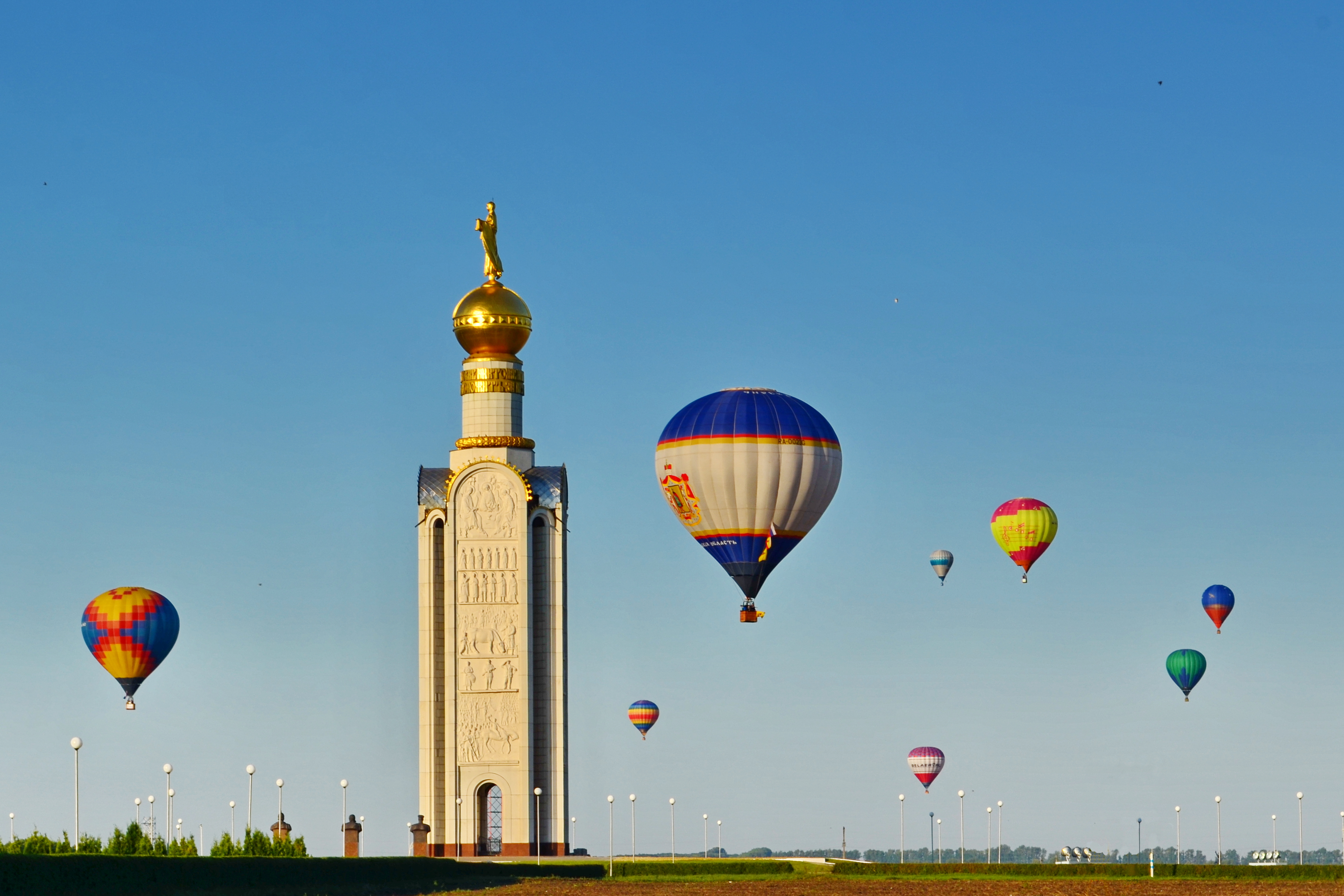
Утренний полет, 17 августа 2013 года
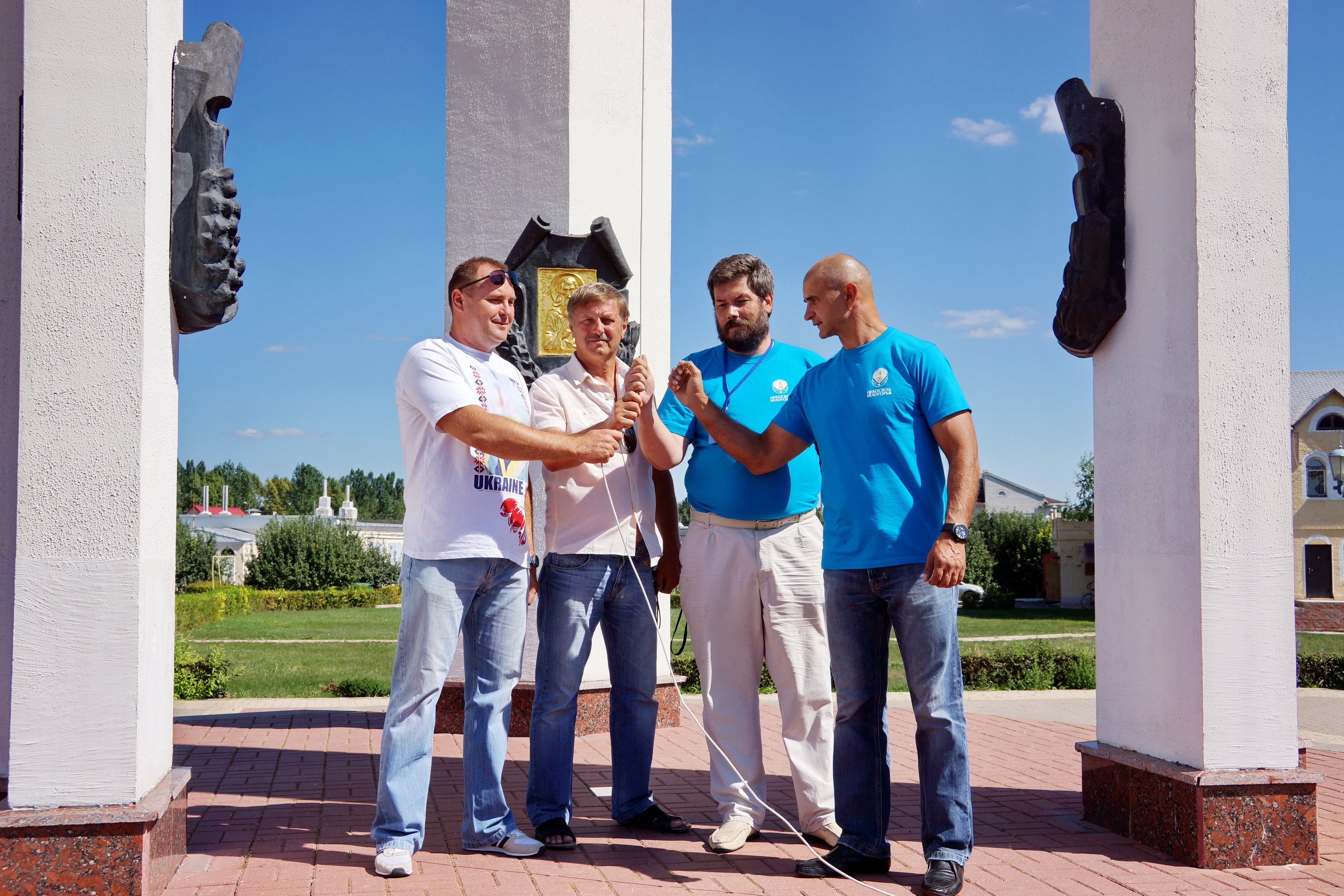
Символический звон, 17 августа 2013 года
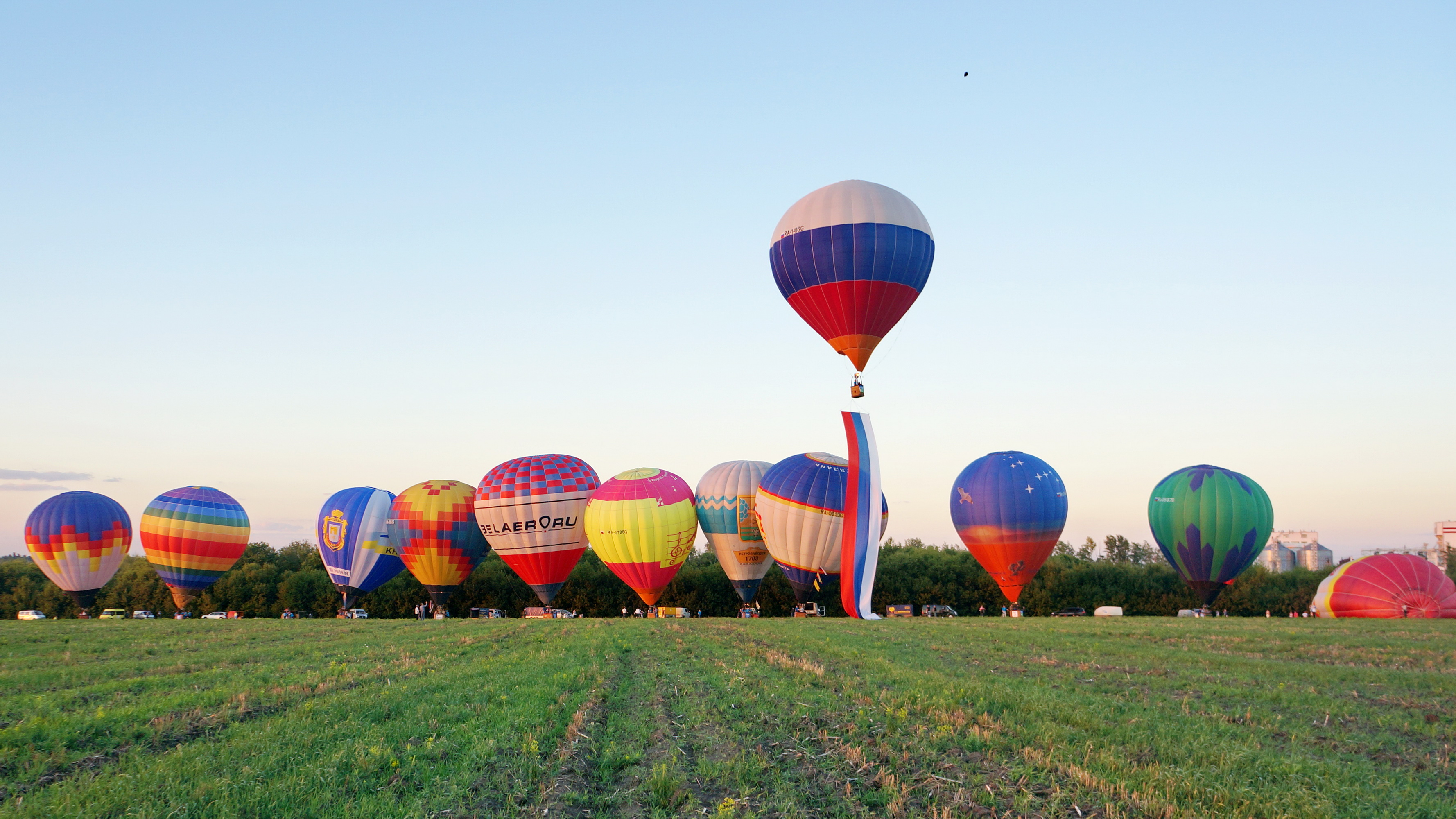
Полет над Прохоровским полем
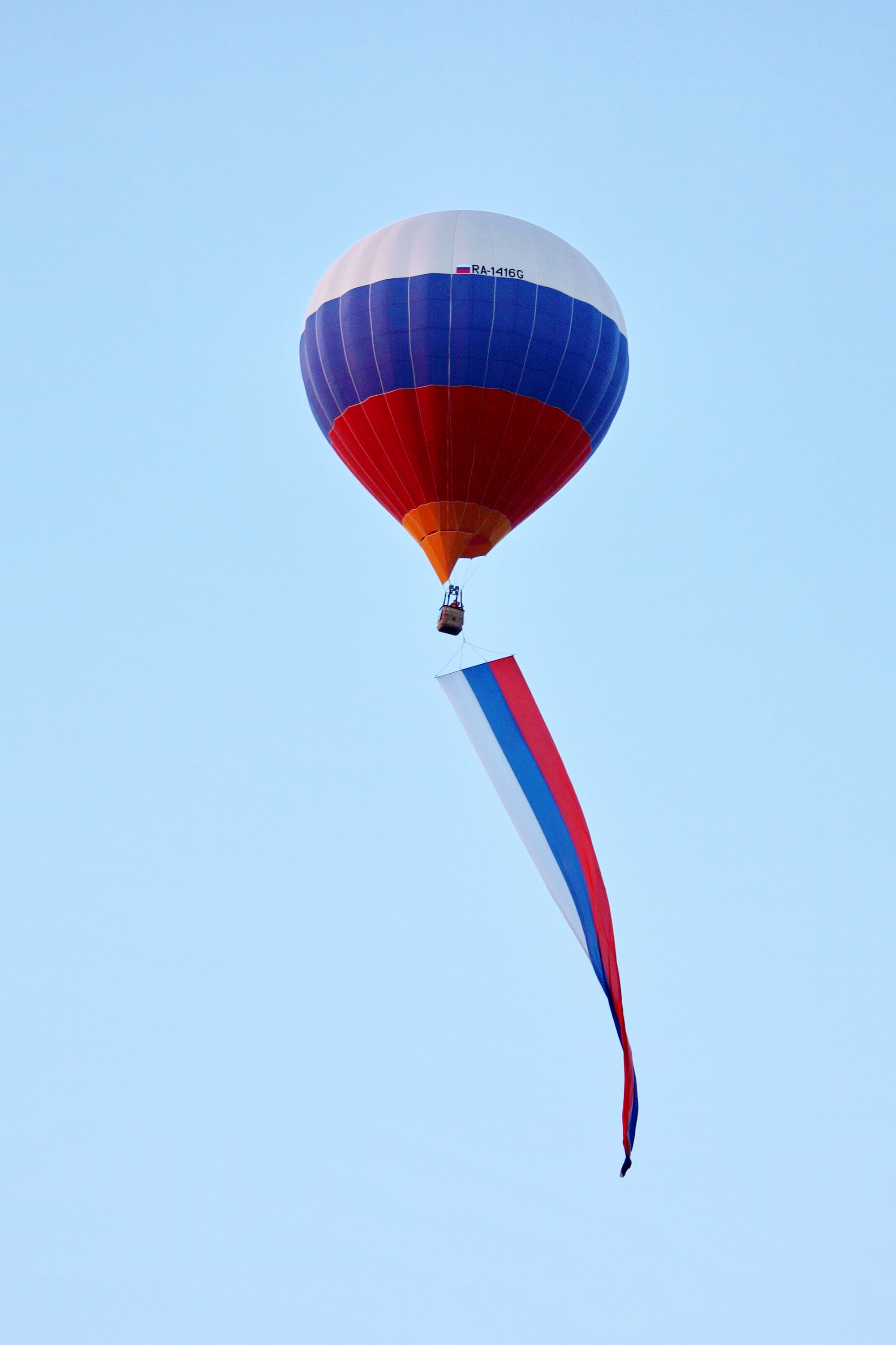
Триколор, 17 августа 2013 года
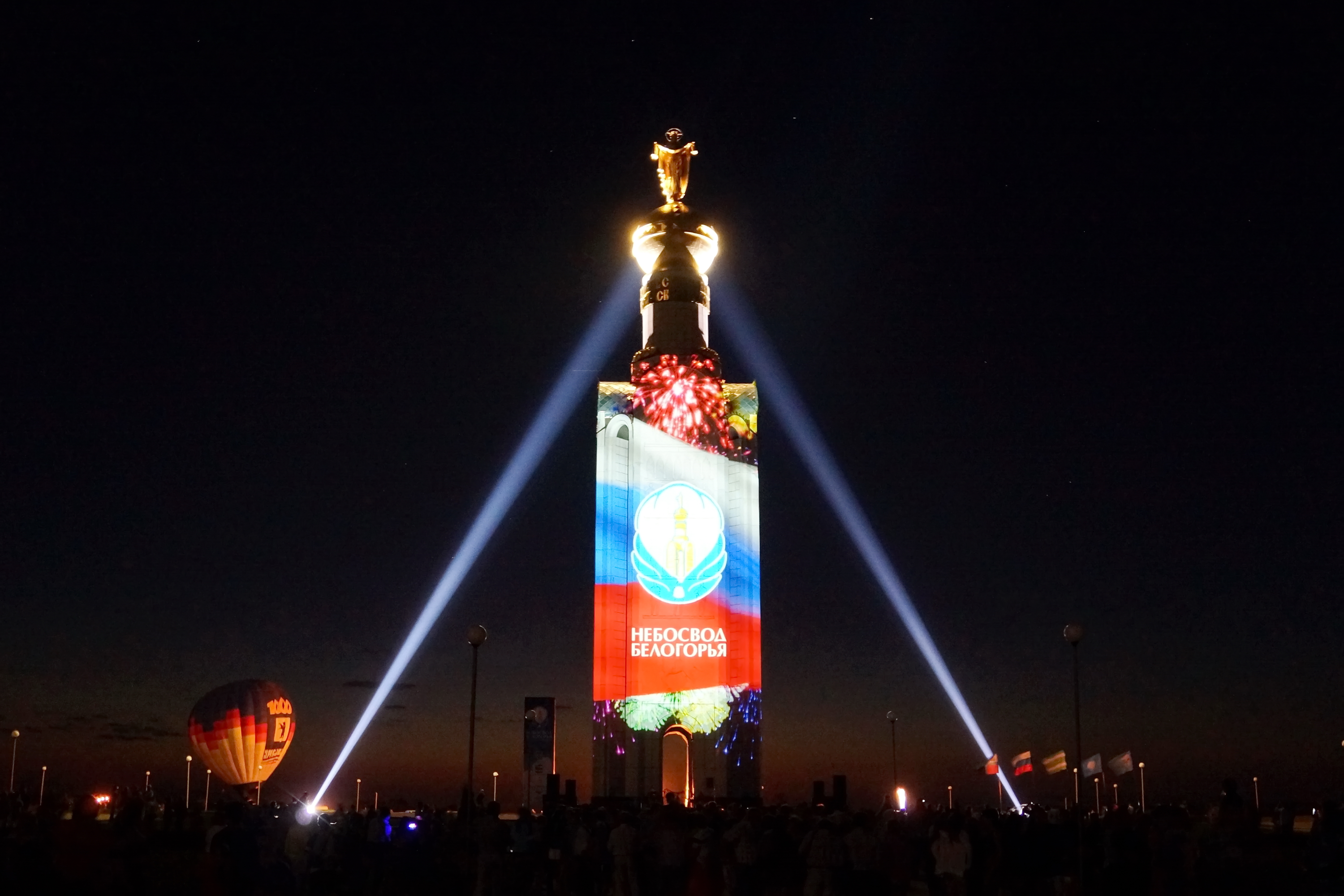
Проекционное шоу, 17 августа 2013 года
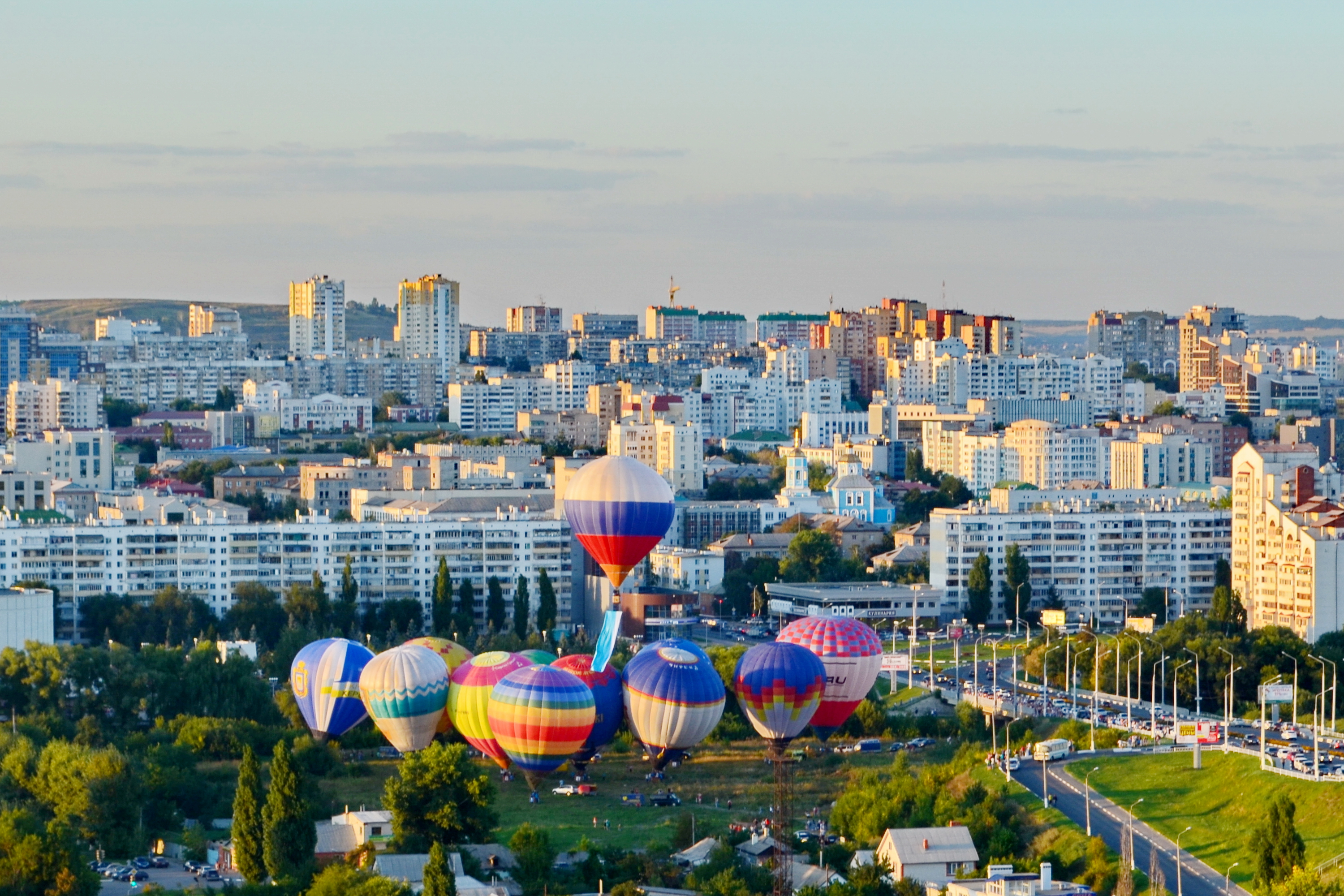
Полет над Белгородом, 18 августа 2013 года
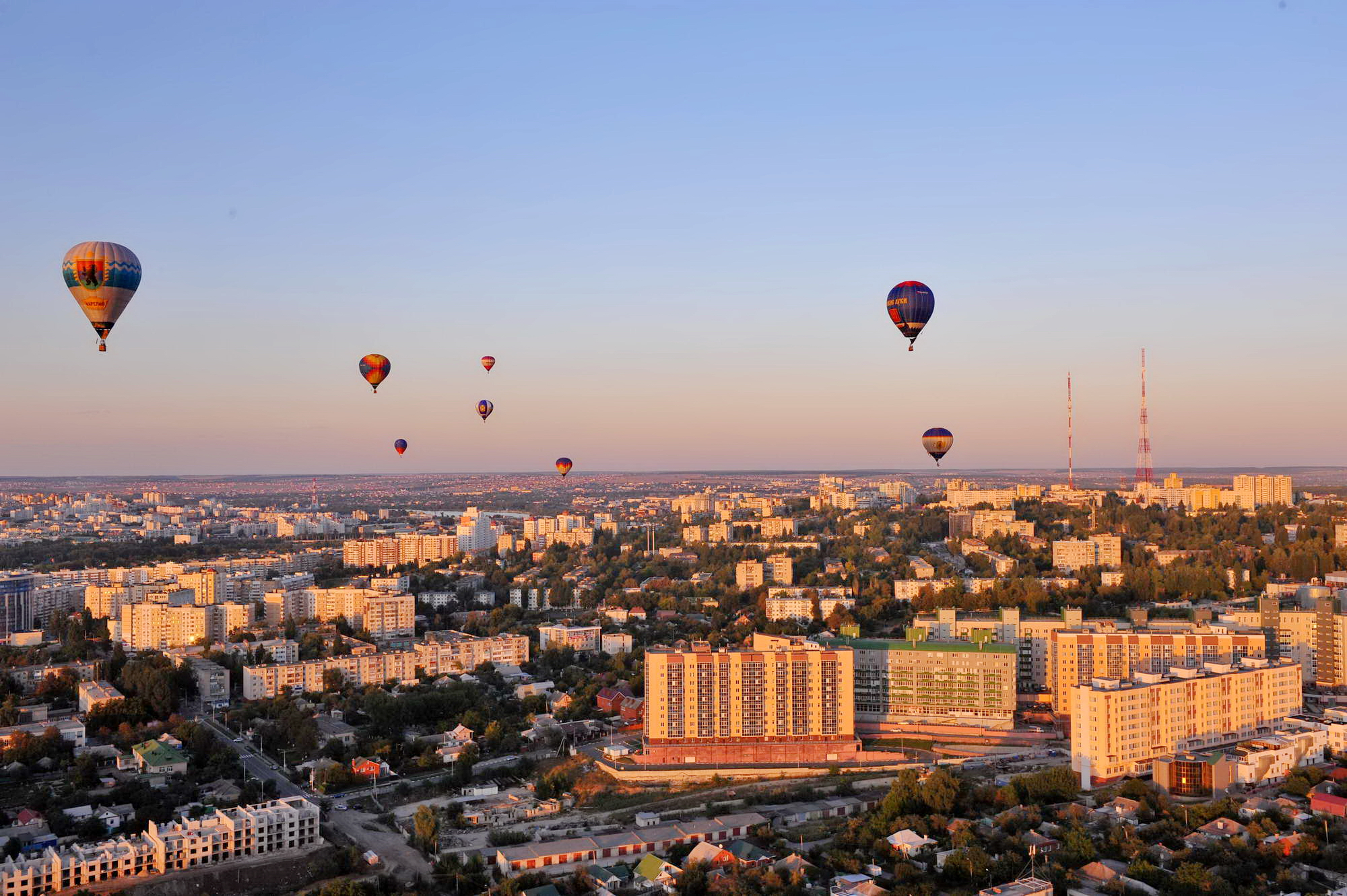
Полет над Белгородом, 18 августа 2013 года

I межрегиональный патриотический аэрофестиваль «Небосвод Белогорья» стартовал 16 августа 2013 года, в нём приняли участие 14 пилотов из России, с Украины и из Белоруссии. Украину представляла команда на гербовом аэростате «Херсон», Белоруссию — команда аэростата «Радужный». Россию представляли гербовые аэростаты «Великие Луки», «Яхрома» «Рязань», «Ярославль-1000», «Карелия», «Дмитров-850», аэростат в цветах флага России «Триколор» и аэростаты «Скала Ласка» (г. Великие Луки Псковской области), «Даймонд» (Санкт-Петербург) «Чайка» (Москва). Белгород и Белгородскую область представляли аэростаты «Цветной-Белогорье» и «БелАэро». Фестиваль получил статус международного, так как в фестивале приняли участие пилоты из трех стран.
Торжественное открытие I международного патриотического аэрофестиваля «Небосвод Белогорья» состоялось 17 августа 2013 года у подножия Памятника Победы — Звонницы на Прохоровском поле, там же прошел концерт творческих коллективов Прохоровского района, показательные прыжки парашютистов Белгородского АСК ДОСААФ, пилотаж самолетов Ан-2 и Як-12, полеты мотопарапланов и паралётов с флагами расцвечивания. Над зрителями пролетели 14 тепловых аэростатов, один из которых, «Триколор», нес на внешней подвеске 30-метровое полотнище в цветах флага России. Завершилось мероприятие проекционным шоу непосредственно на Памятник Победы — Звонницу на Прохоровском поле.
Фестиваль продолжился 18 августа 2013 года уже в небе над Белгородом, массовым стартом тепловых аэростатов участников фестиваля с площадки возле Музея-диорамы «Огненная дуга». В этот день аэростат «Триколор», нес на внешней подвеске 10-метровое полотнище в цветах флага Белгорода. Такой массовый полет тепловых аэростатов над городом белгородцы увидели впервые в истории.
Участники за время фестиваля посетили Государственный военно-исторический музей-заповедник «Прохоровское поле», входящие в его состав Храм Святых Апостолов Петра и Павла, Звонницу на Прохоровском поле, в Белгороде Музей-диораму «Огненная дуга», совершили обзорную экскурсию по городу, побывали в парке регионального значения «Ключи», этнографической деревне «Кострома». Во время посещения памятных мест и достопримечательностей зародились первые традиции фестиваля — совместный звон в Колокол единения трёх братских народов и купание в родниковой купели этнографической деревни «Кострома». Общее количество зрителей, посетивших мероприятия фестиваля, составило более сорока тысяч человек, сотни белгородцев и гостей региона получили возможность подняться в небо.

### 2014 год. II фестиваль

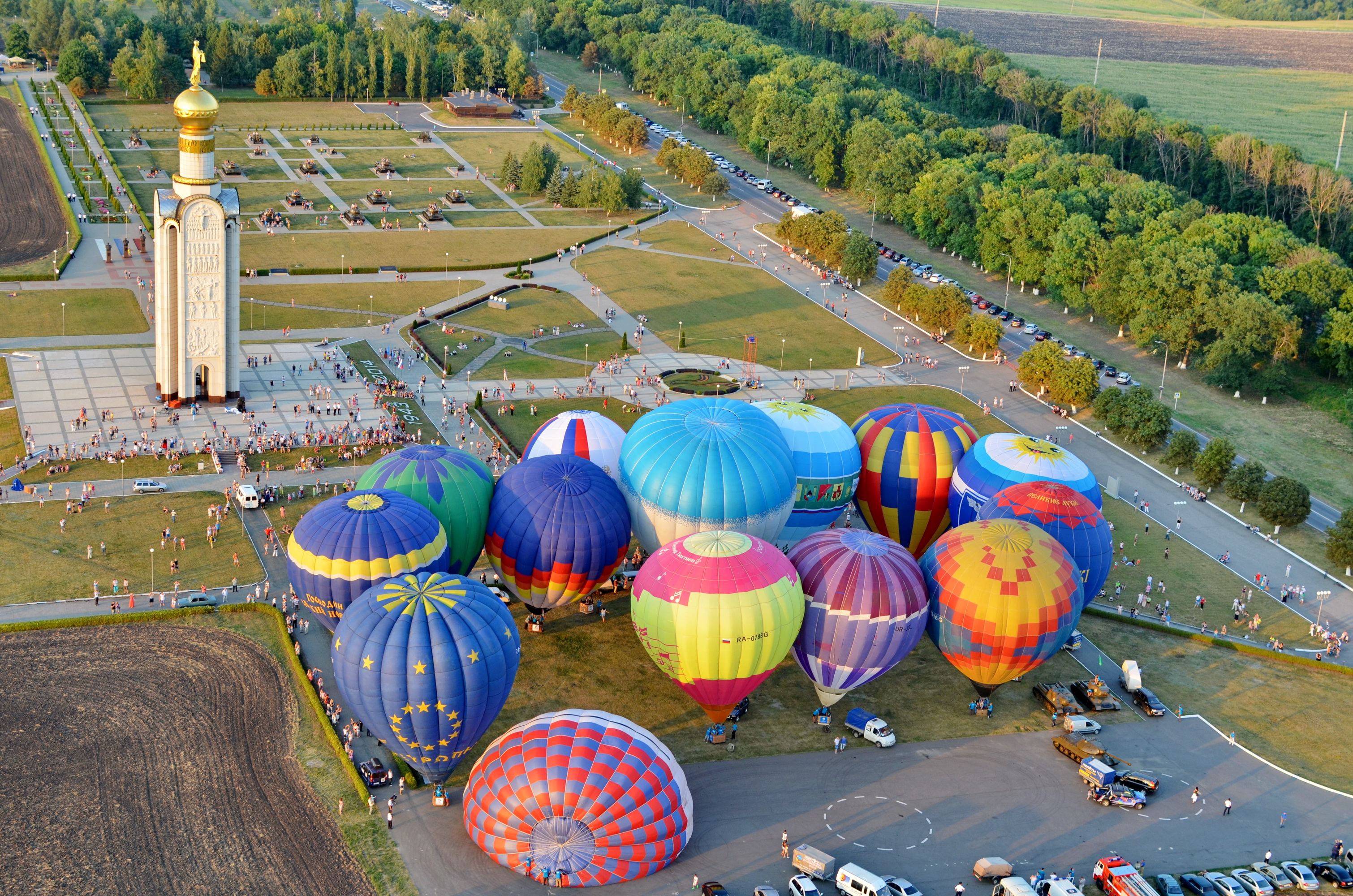
Парад аэростатов, 2 августа 2014 года
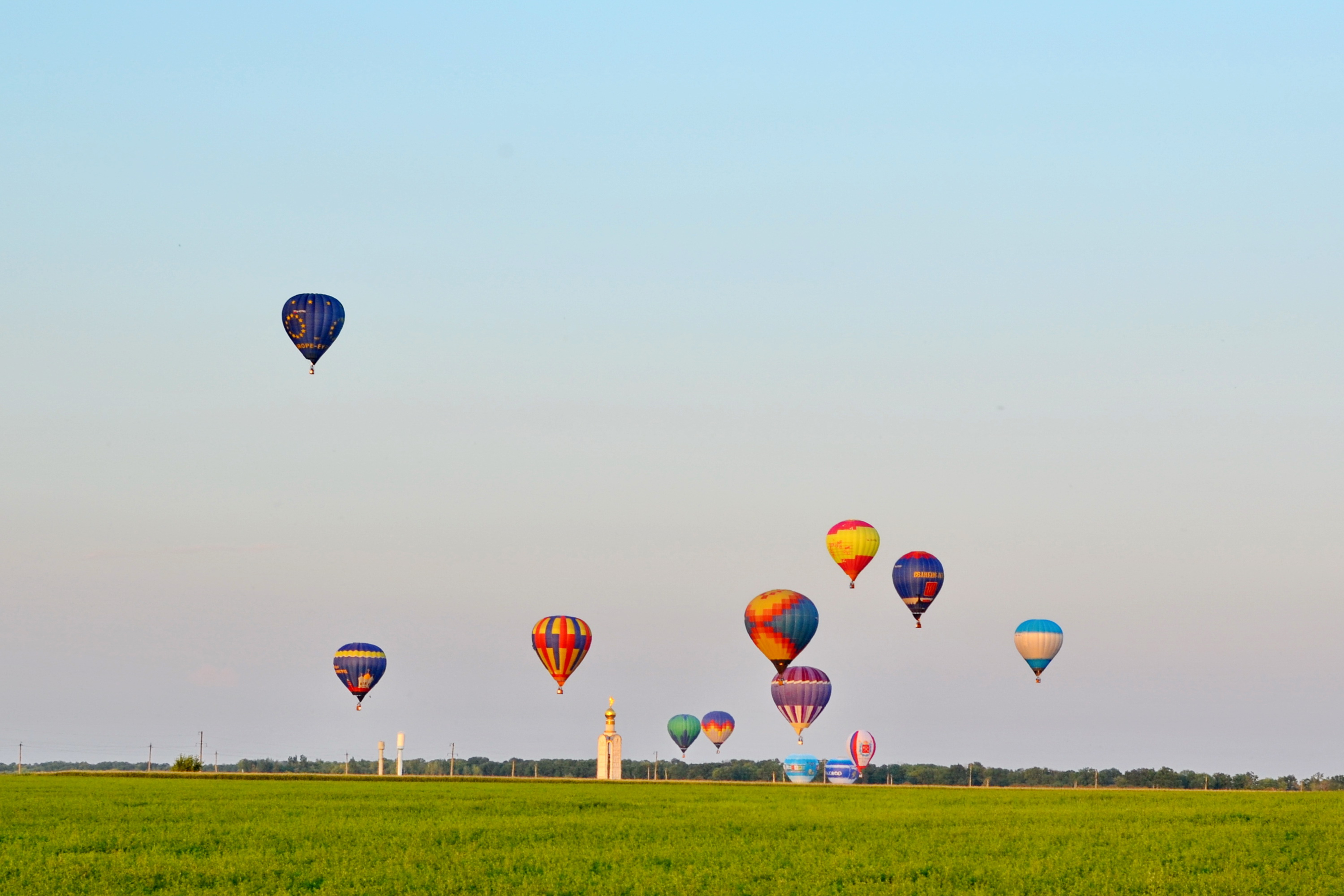
Над Прохоровским полем, 2 августа 2014 года
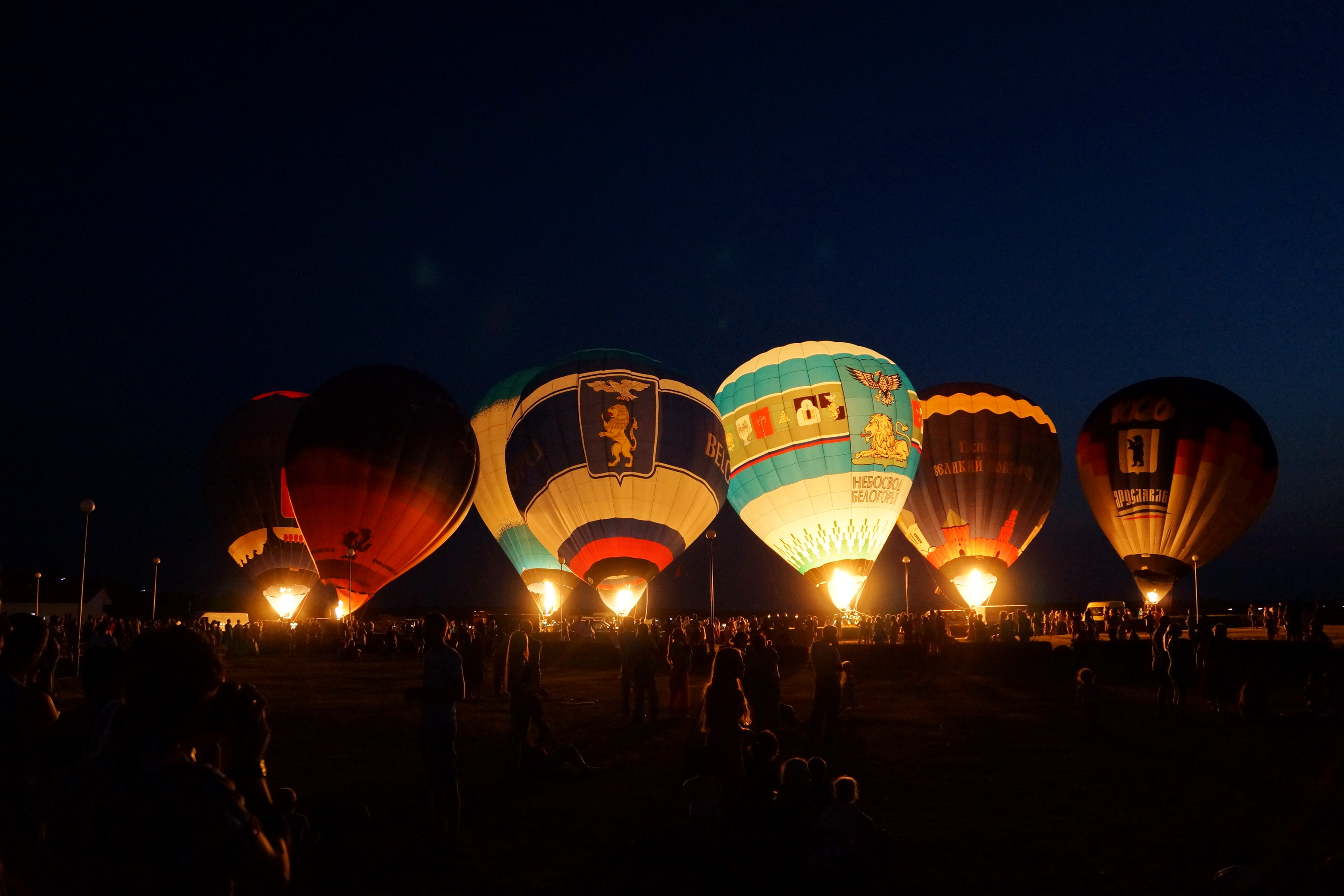
Ночное свечение, 2 августа 2014 года
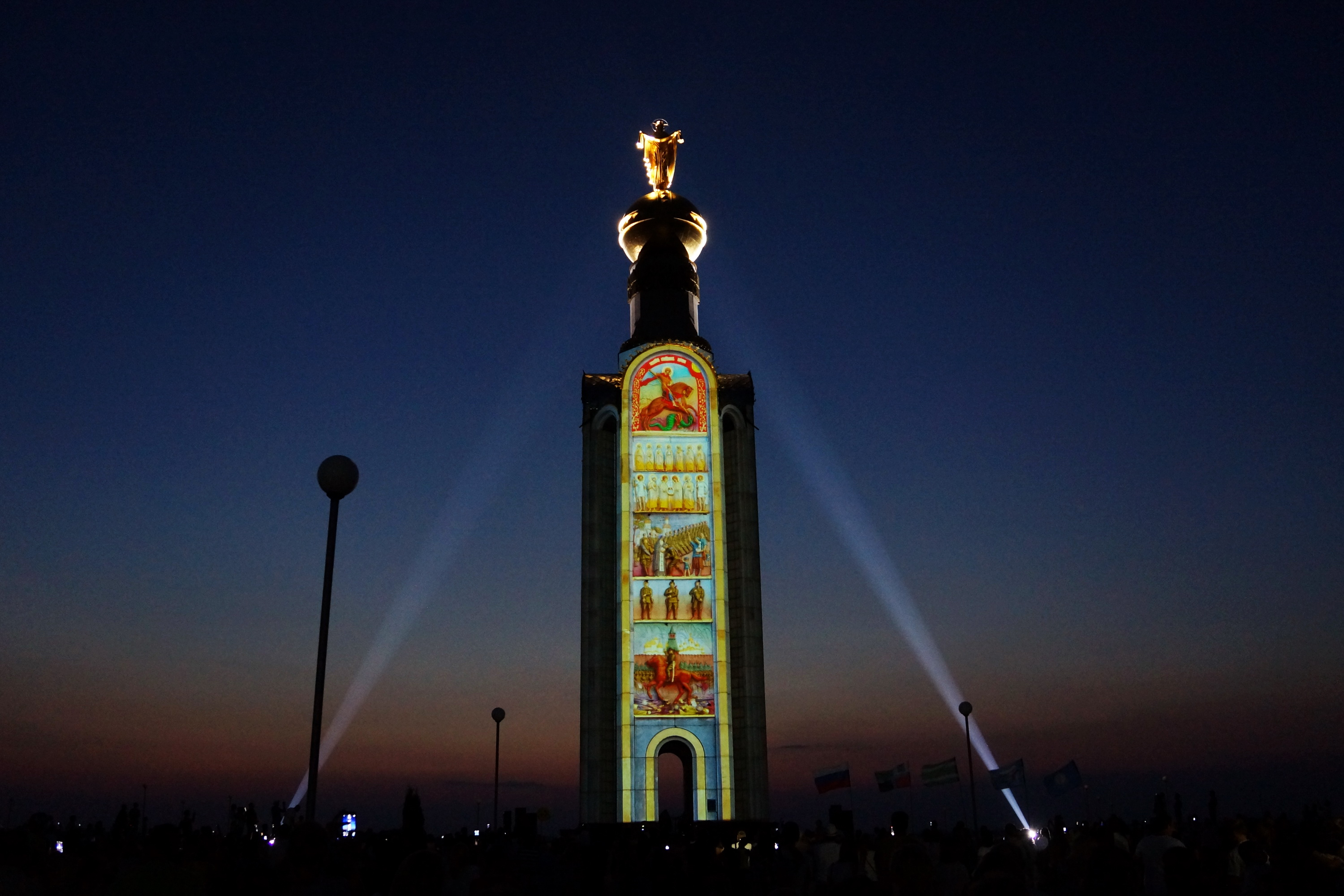
Проекционное шоу, 2 августа 2014 года
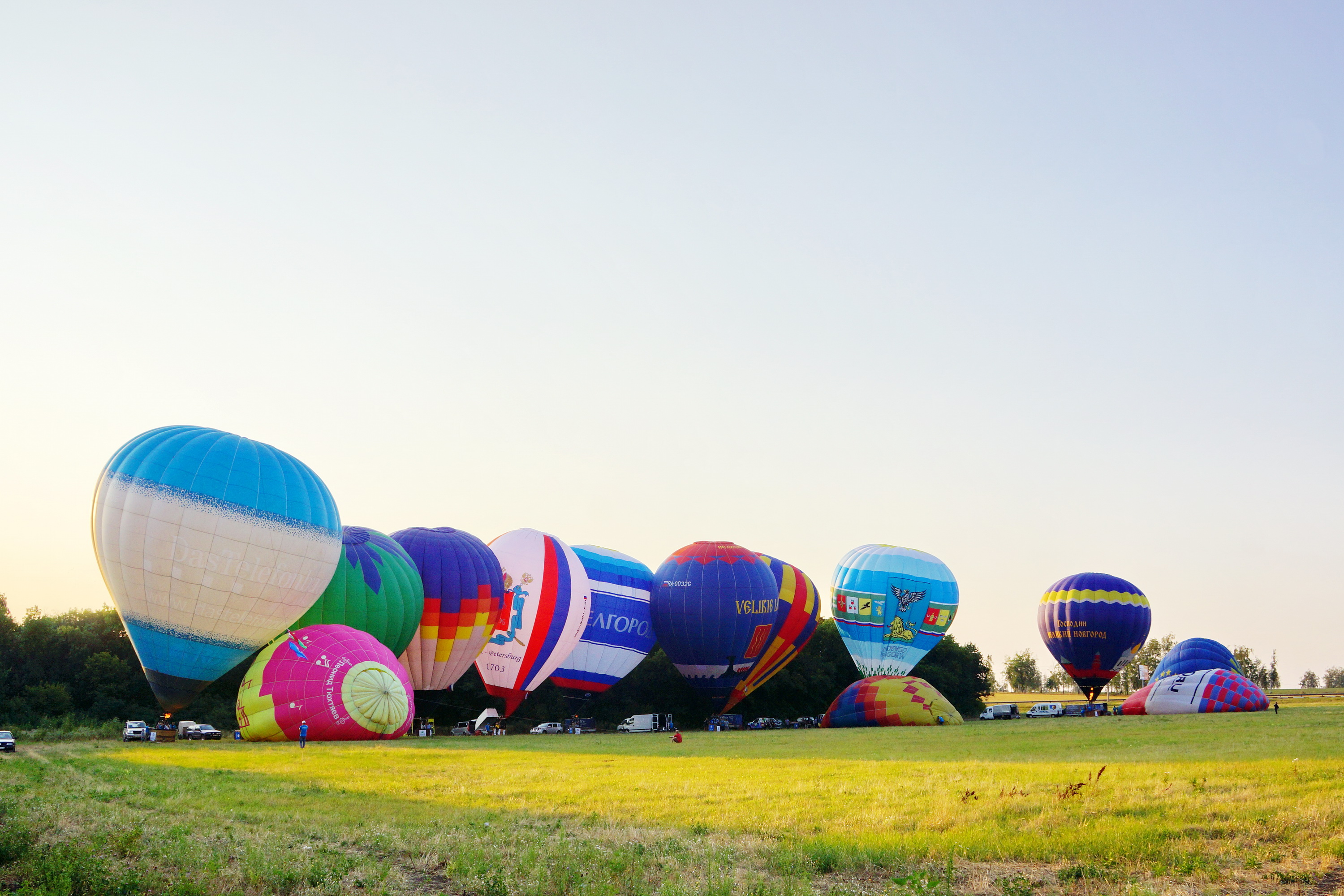
Утро, 3 августа 2014 года
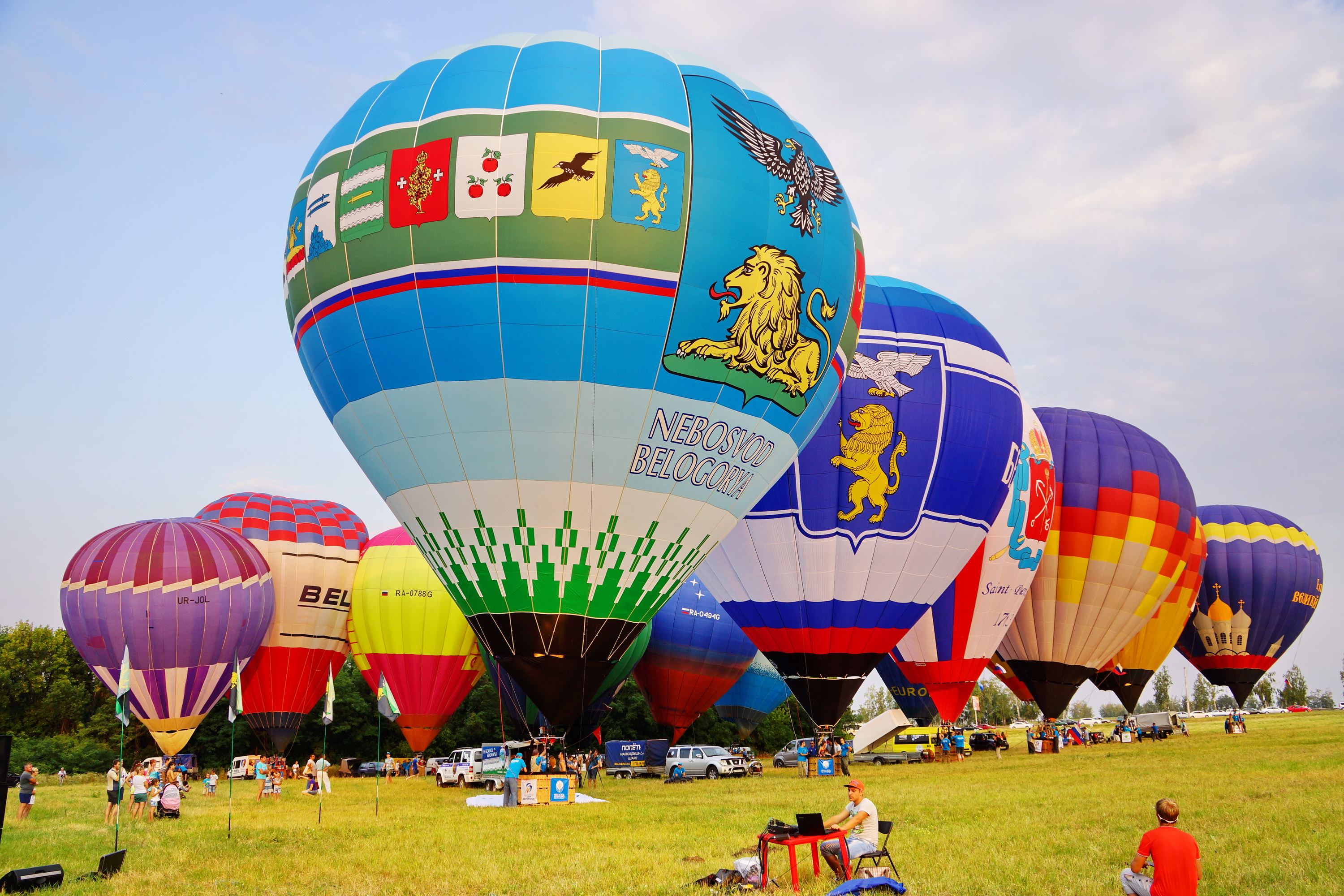
Парад 3 августа 2014 года
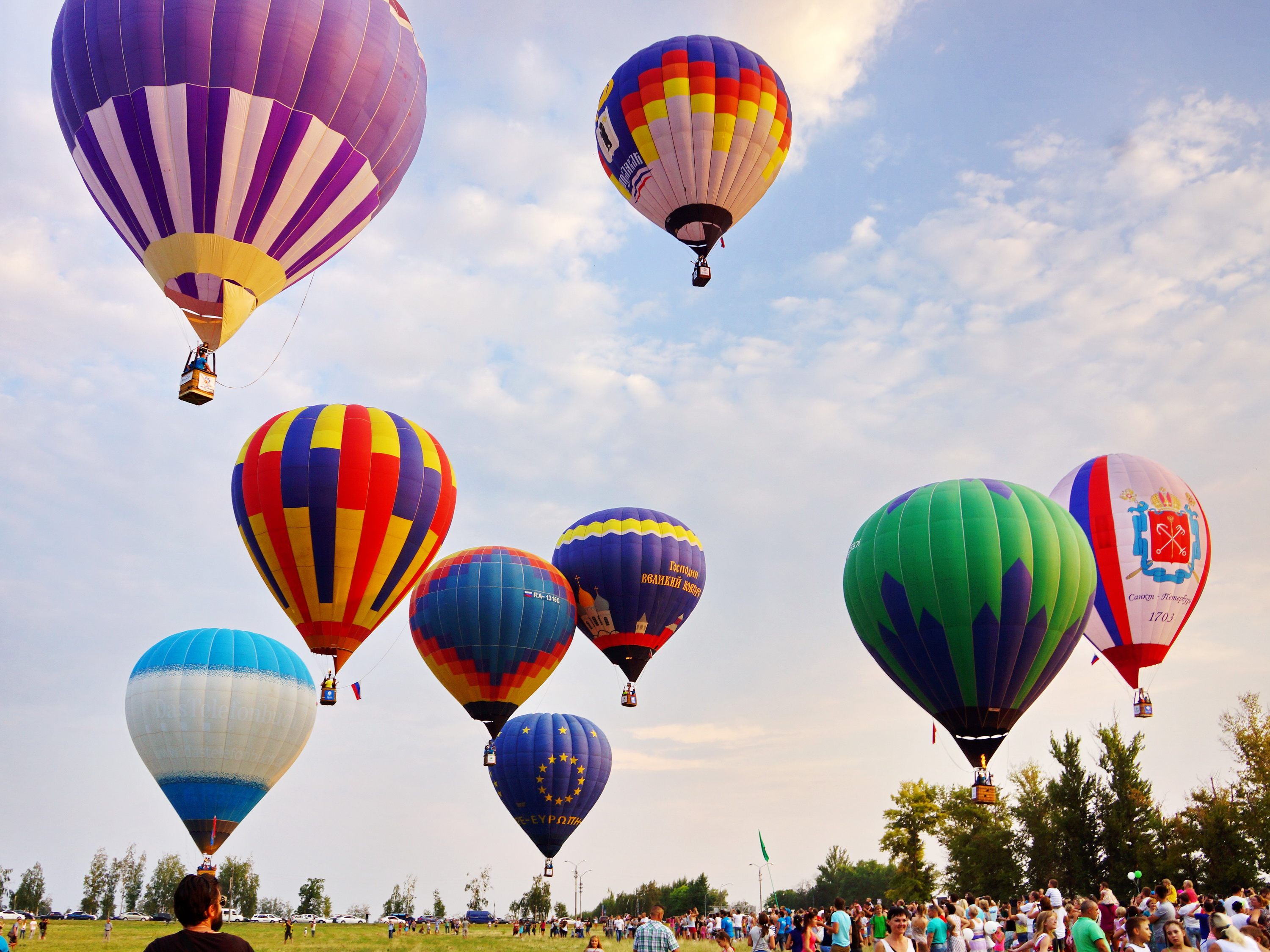
Массовый старт, 3 августа 2014 года

II межрегиональный патриотический аэрофестиваль «Небосвод Белогорья» начался 1 августа 2014 года и собрал 15 тепловых аэростатов из России и Республики Беларусь. В Белгород прибыли пилоты из Ленинградской, Новгородской, Псковской, Ростовской, Рязанской, Ярославской областей, Республики Крым, Краснодарского края и городов Москва и Минск. Белгородская область была представлена уже тремя аэростатами, два из которых были специально построены к фестивалю — «гербовые» «Небосвод Белогорья» (ставший флагманом мероприятия) и «Белгород», Ленинградская — аэростатом «Санкт-Петербург», также построенным к фестивалю. Аэростаты «Великие Луки», «Ярославль-1000», «Скала Ласка», «Даймонд», «Чайка», «БелАэро», «Цветной» уже были на I аэрофестивале, «Аэротур», «Господин Великий Новгород», «Европа», «Слейпнир» и «Крым» прибыли впервые.
Торжественное открытие II межрегионального патриотического аэрофестиваля «Небосвод Белогорья» уже традиционно состоялось 2 августа 2014 года у подножия Памятника Победы — Звонницы на Прохоровском поле. В мероприятия кроме концерта творческих коллективов Прохоровского района, показательных прыжков парашютистов Белгородского АСК ДОСААФ, пилотажа самолетов Ан-2 и Як-12, полетов мотопарапланов и паралётов с флагами расцвечивания впервые добавились показательные полеты и групповой пилотаж дельталётов клуба сверхлегкой авиации «Академия-Авиа». Кульминацией открытия стала презентация новых гербовых аэростатов, флагмана мероприятия, одноименного с фестивалем аэростата «Небосвод Белогорья» с гербами всех районов Белгородской области, аэростатов «Белгород» и «Санкт-Петербург». Впервые зрители могли наблюдать парад и массовый старт аэростатов непосредственно у подножия Памятника Победы — Звонницы на Прохоровском поле, впервые там же состоялось масштабное ночное свечение аэростатов, впервые в проекционным шоу были анимированы барельефы Звонницы.
3 августа на границе Белгорода и Белгородского района прошла «городская» часть второго межрегионального патриотического аэрофестиваля «Небосвод Белогорья», парад тепловых аэростатов, завершившийся массовым взлётом и последующим ночным свечением.
Общее количество зрителей, посетивших мероприятия фестиваля в 2014 году, составило более 60 тысяч человек, фестиваль вызвал большой общественный резонанс, вследствие чего Межрегиональный патриотический аэрофестиваль «Небосвод Белогорья» был признан Департаментом экономического развития Белгородской области лучшим событийным проектом 2014 года.

### 2015 год. III фестиваль

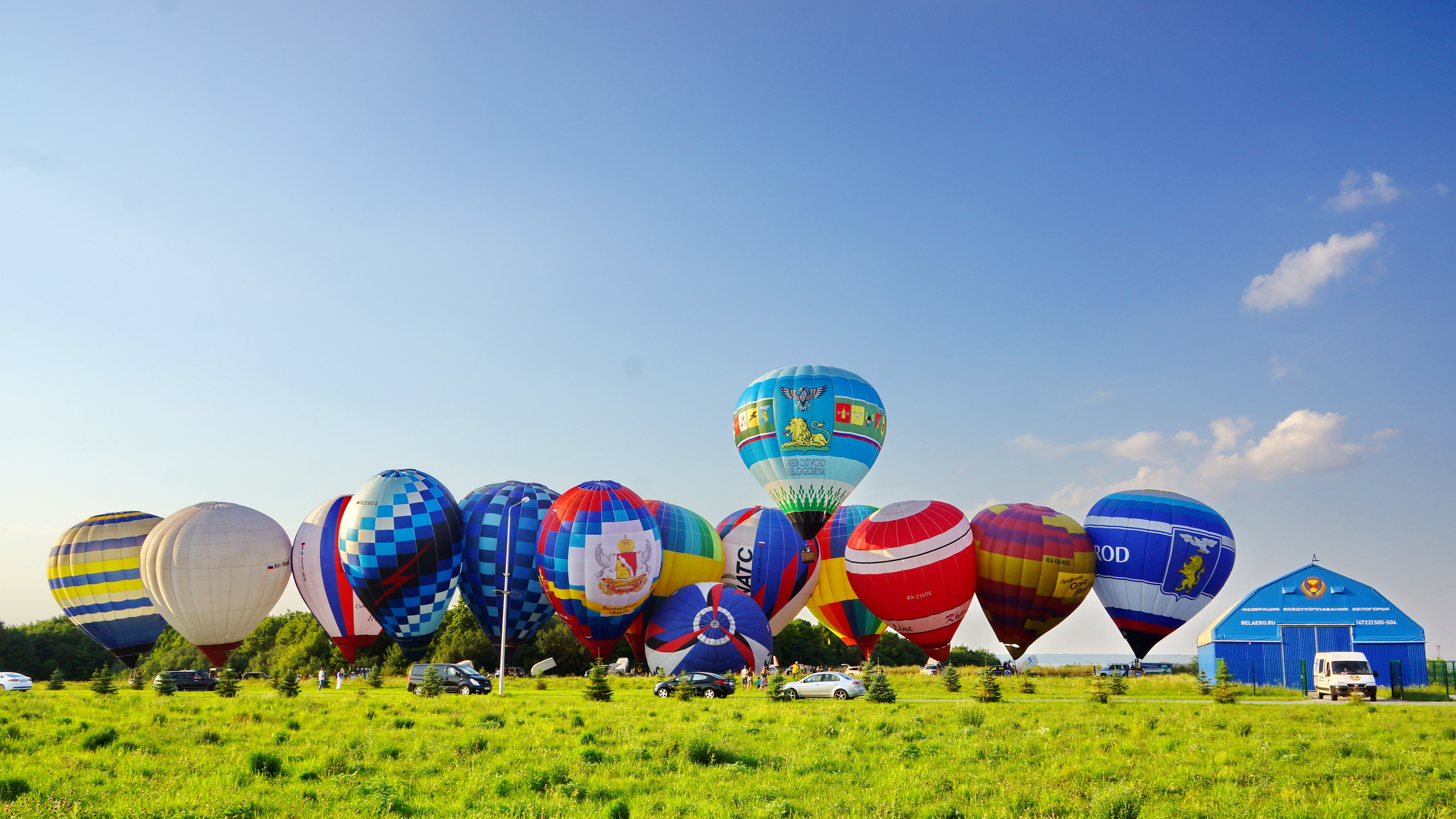
Взлет в День города Белгород, 5 августа 2015 года
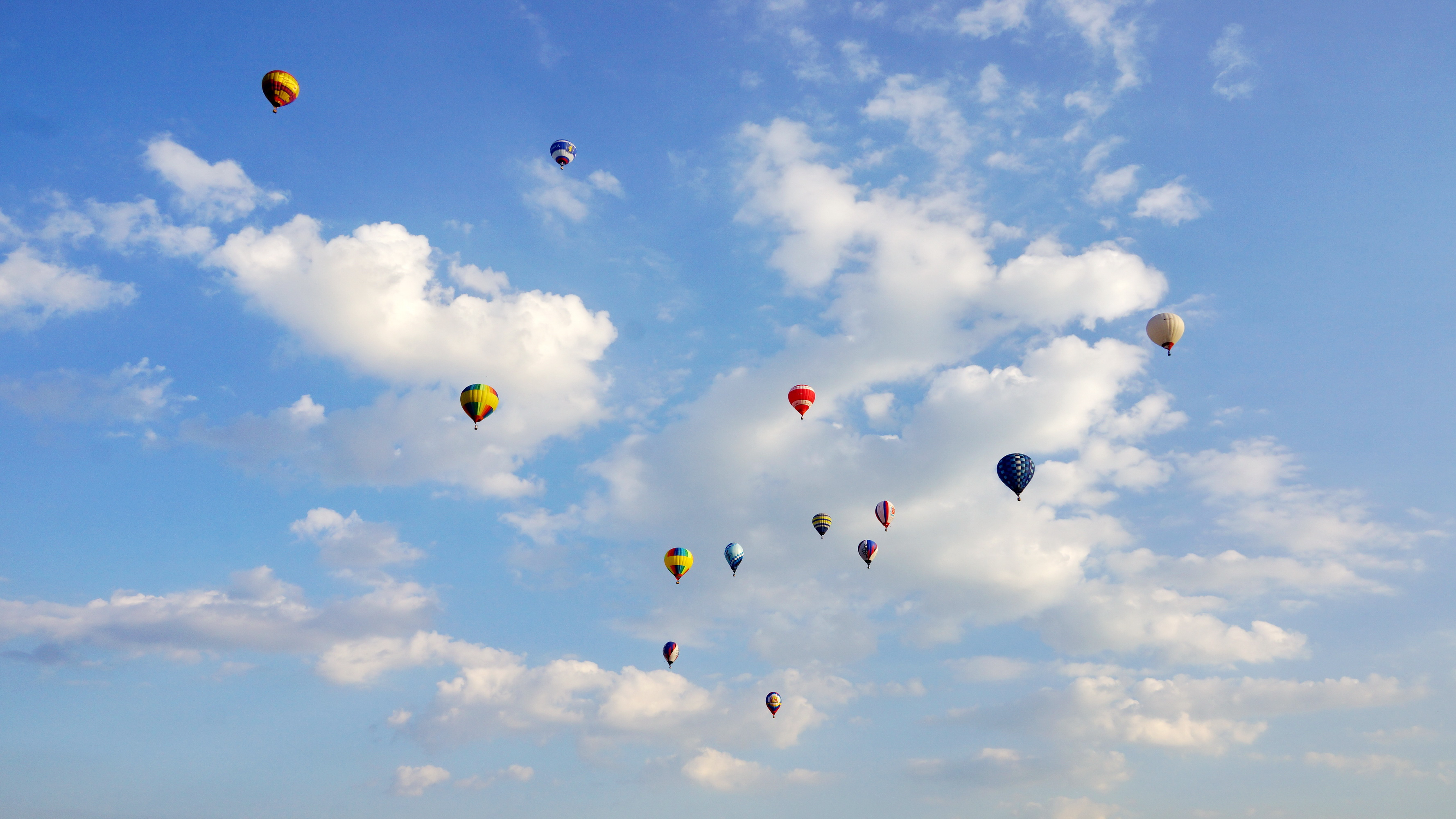
Праздничное небо, 5 августа 2015 года
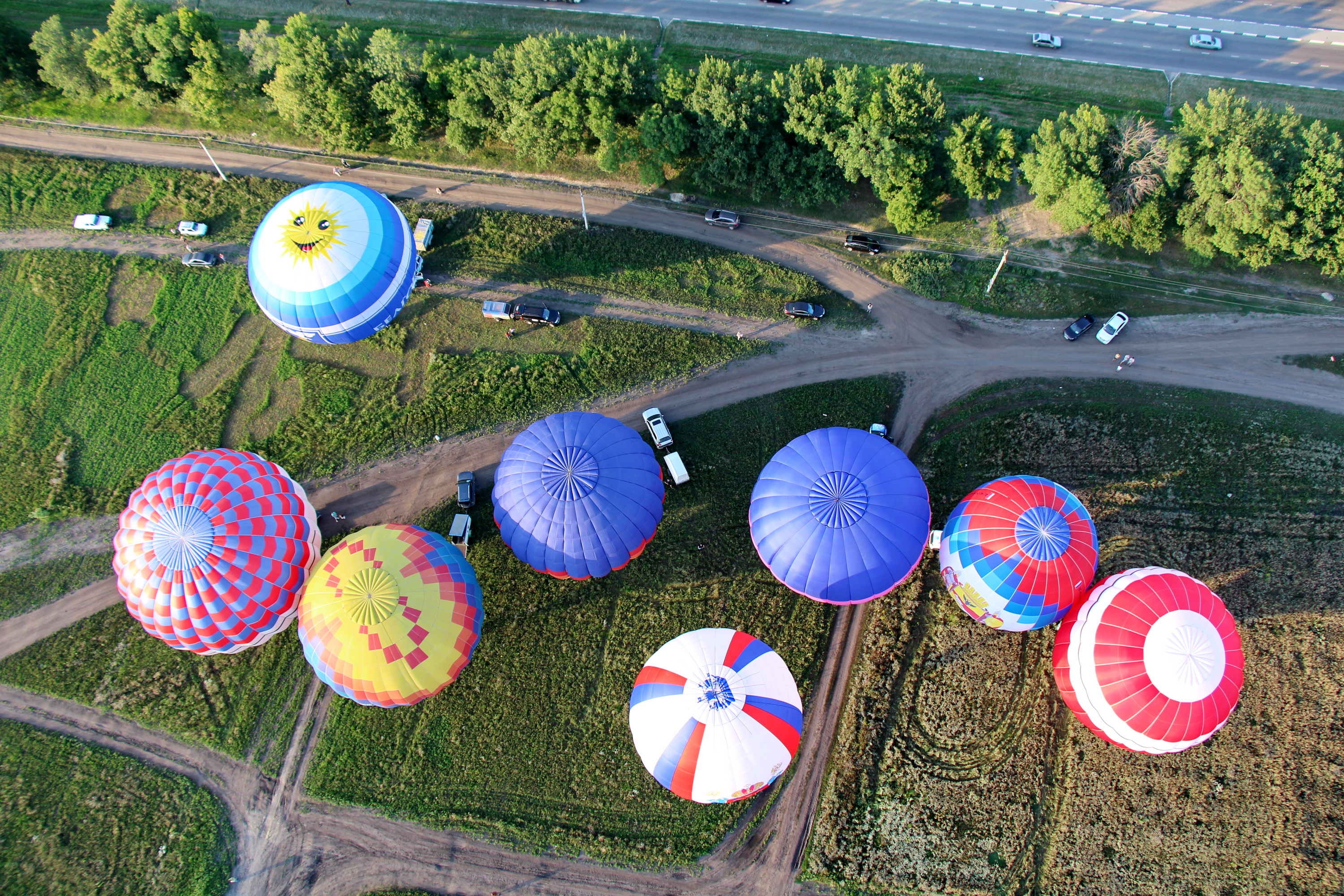
Первый взлет фестиваля, 7 августа 2015 года
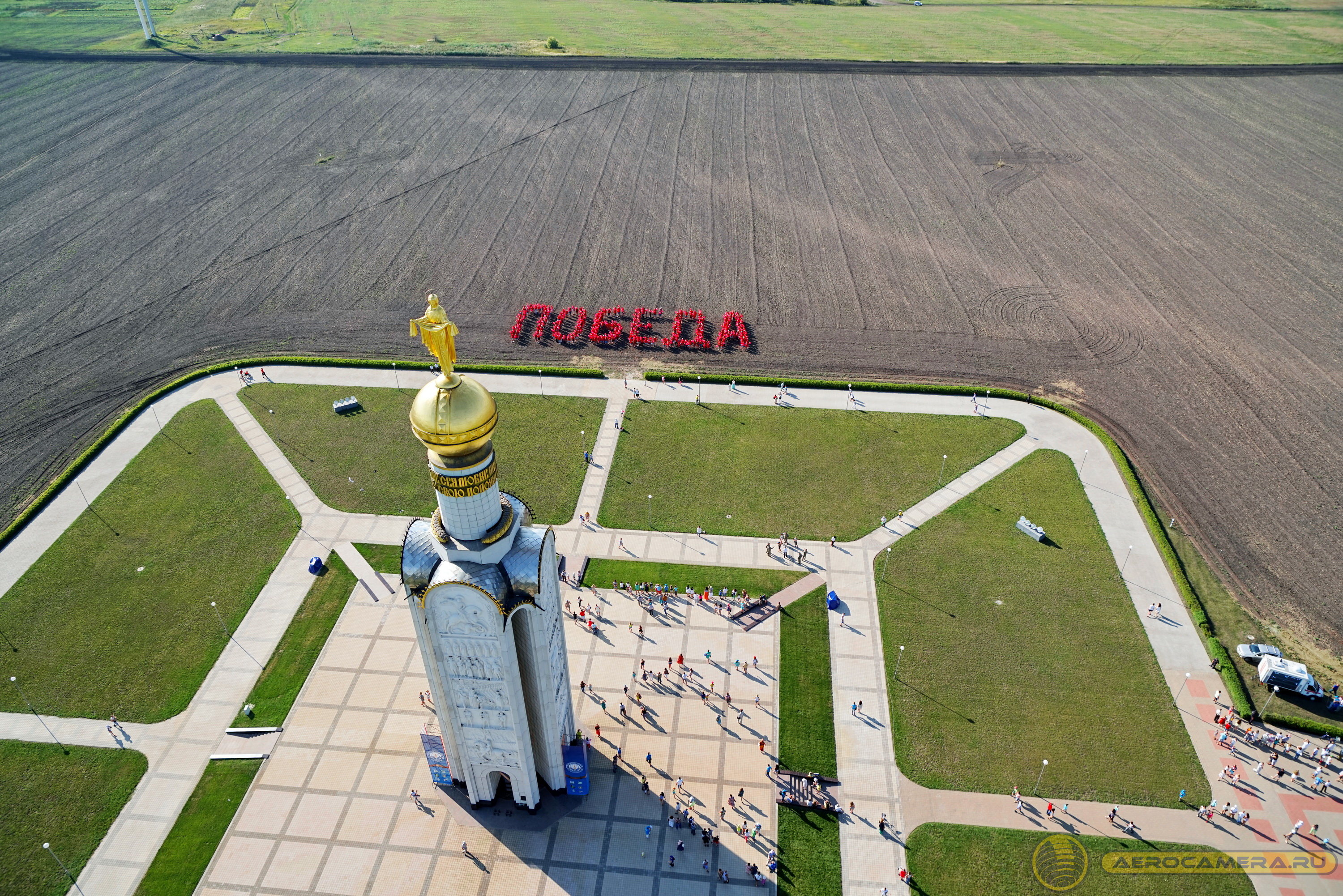
Флешмоб "Победа", 8 августа 2015 года
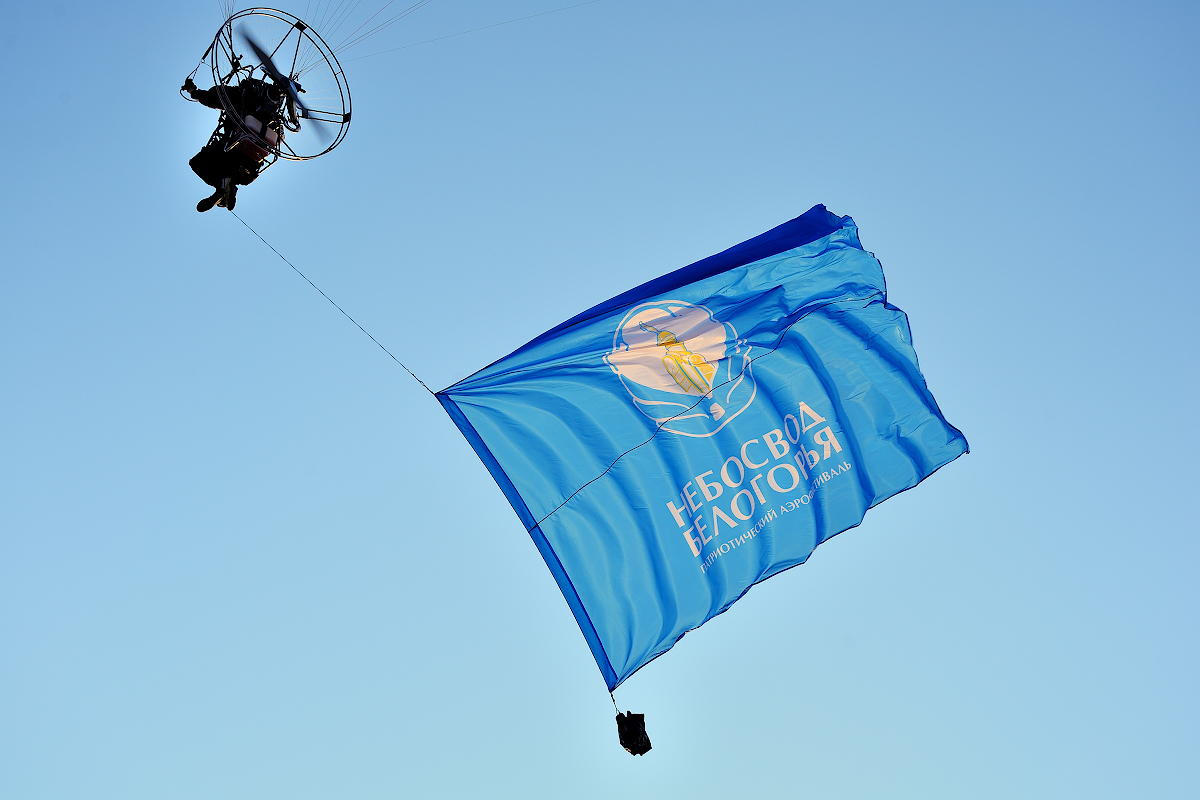
Флаг фестиваля, 8 августа 2015 года
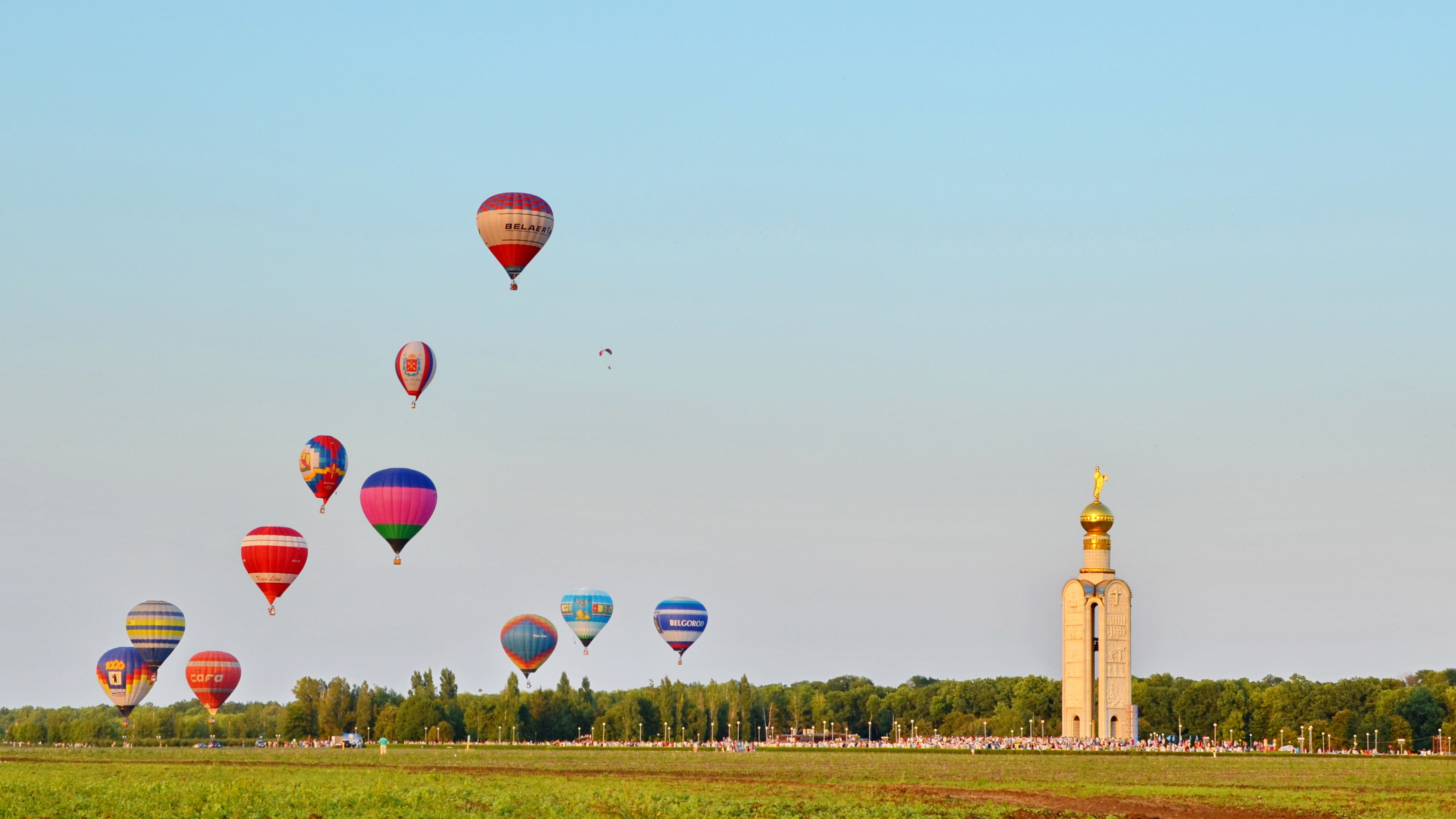
Над Прохоровским полем, 8 августа 2015 года
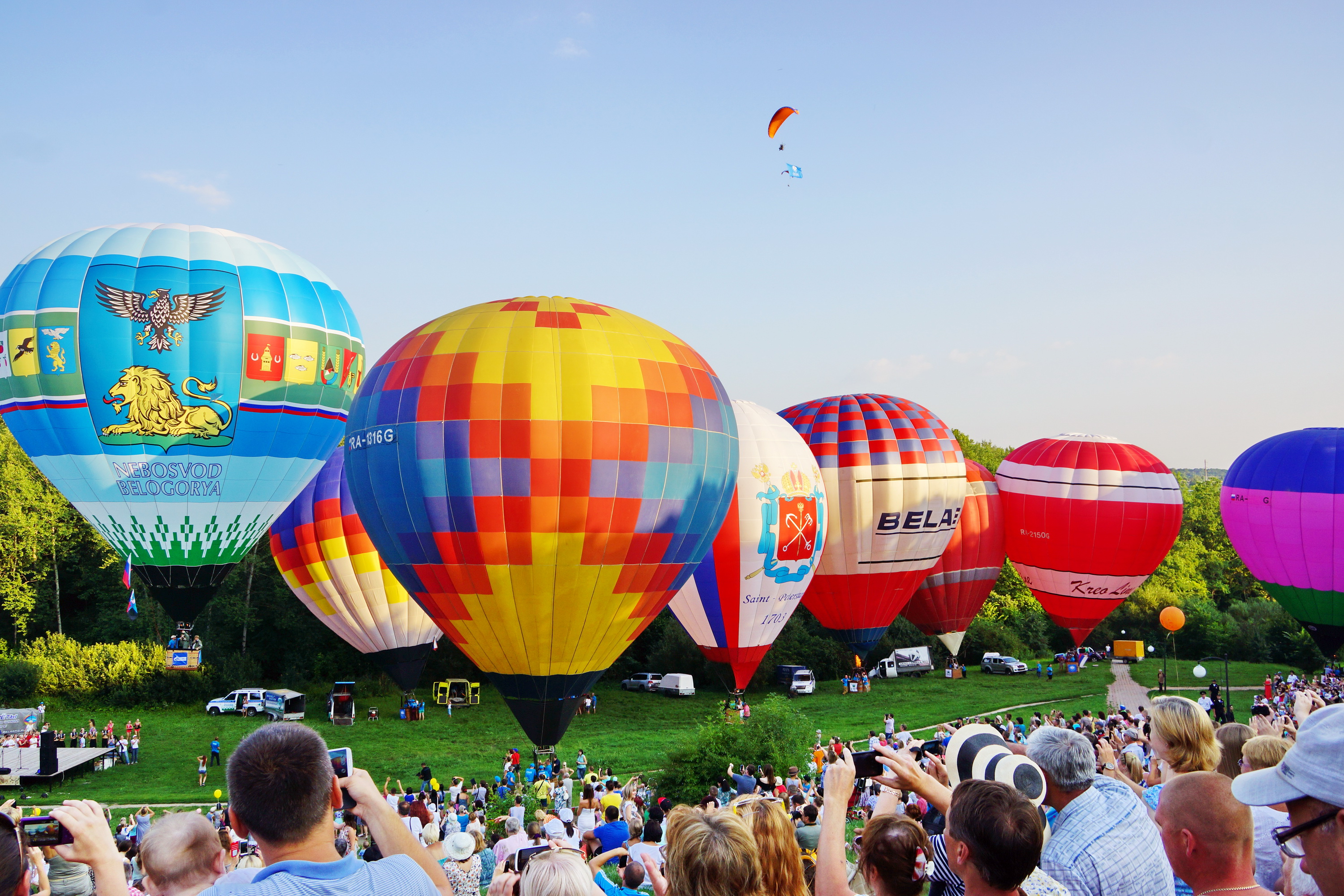
Парад под дубом, 9 августа 2015 года
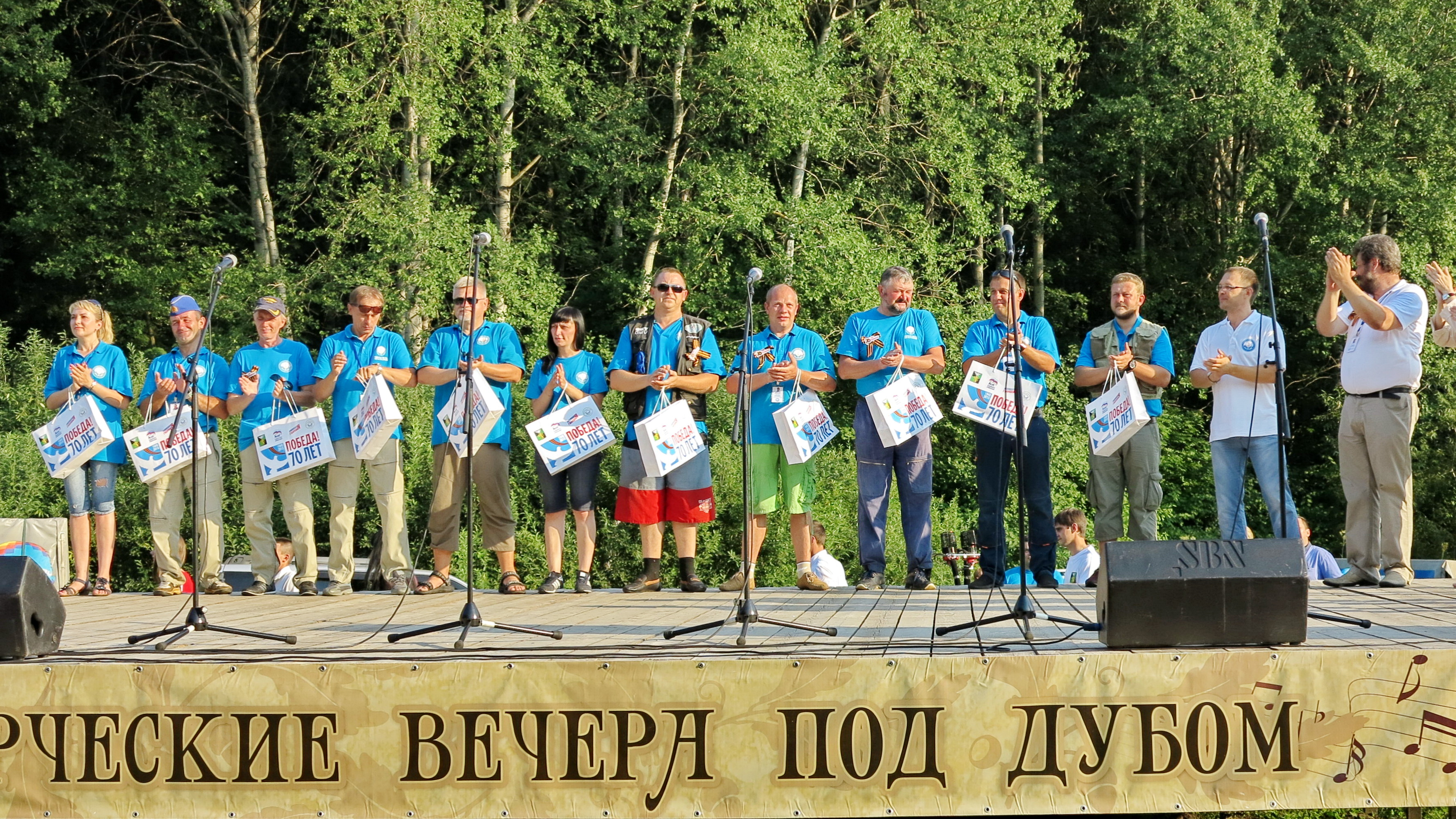
Дубовое, награждение пилотов
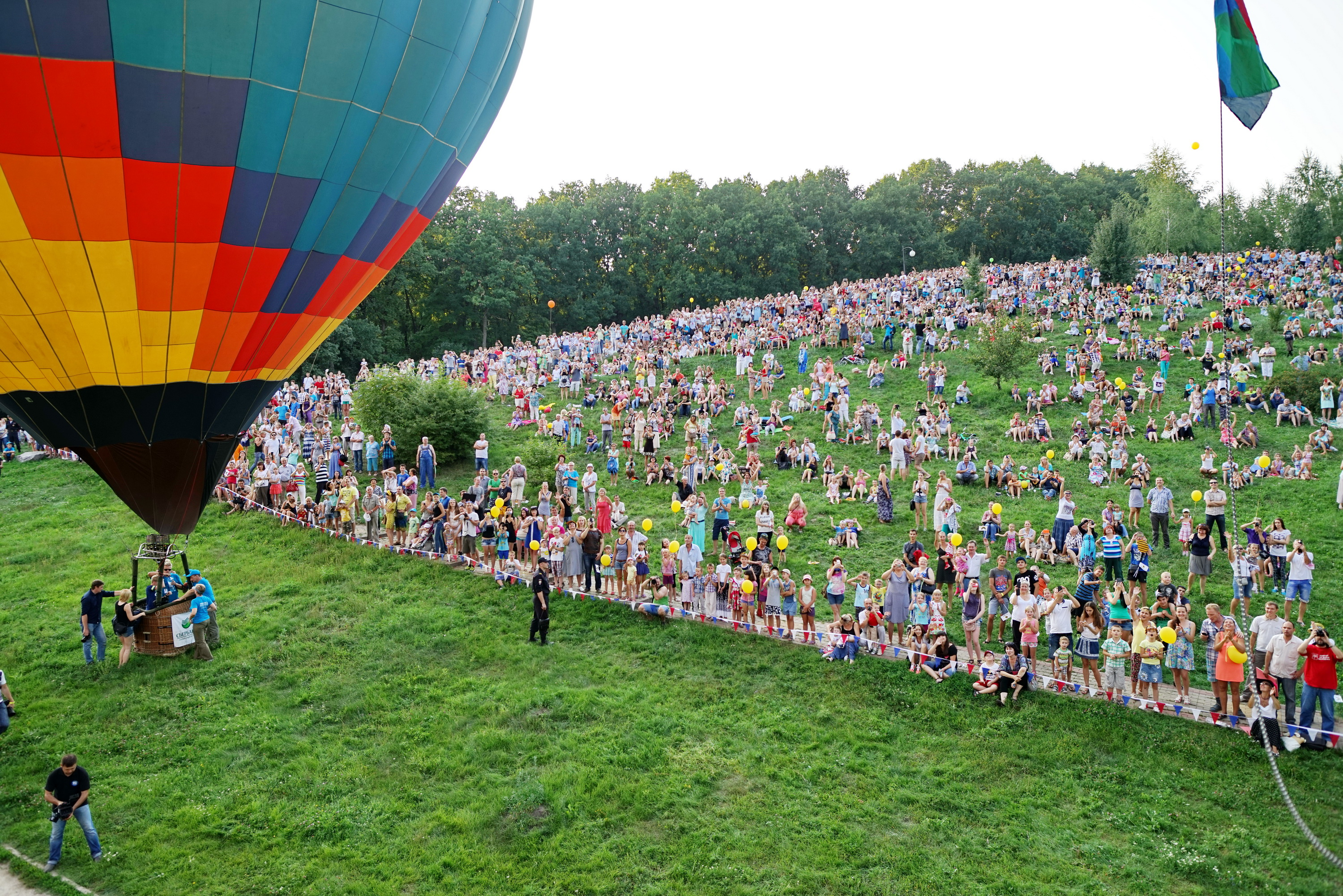
Зрители в Дубовом, 9 августа 2015 года
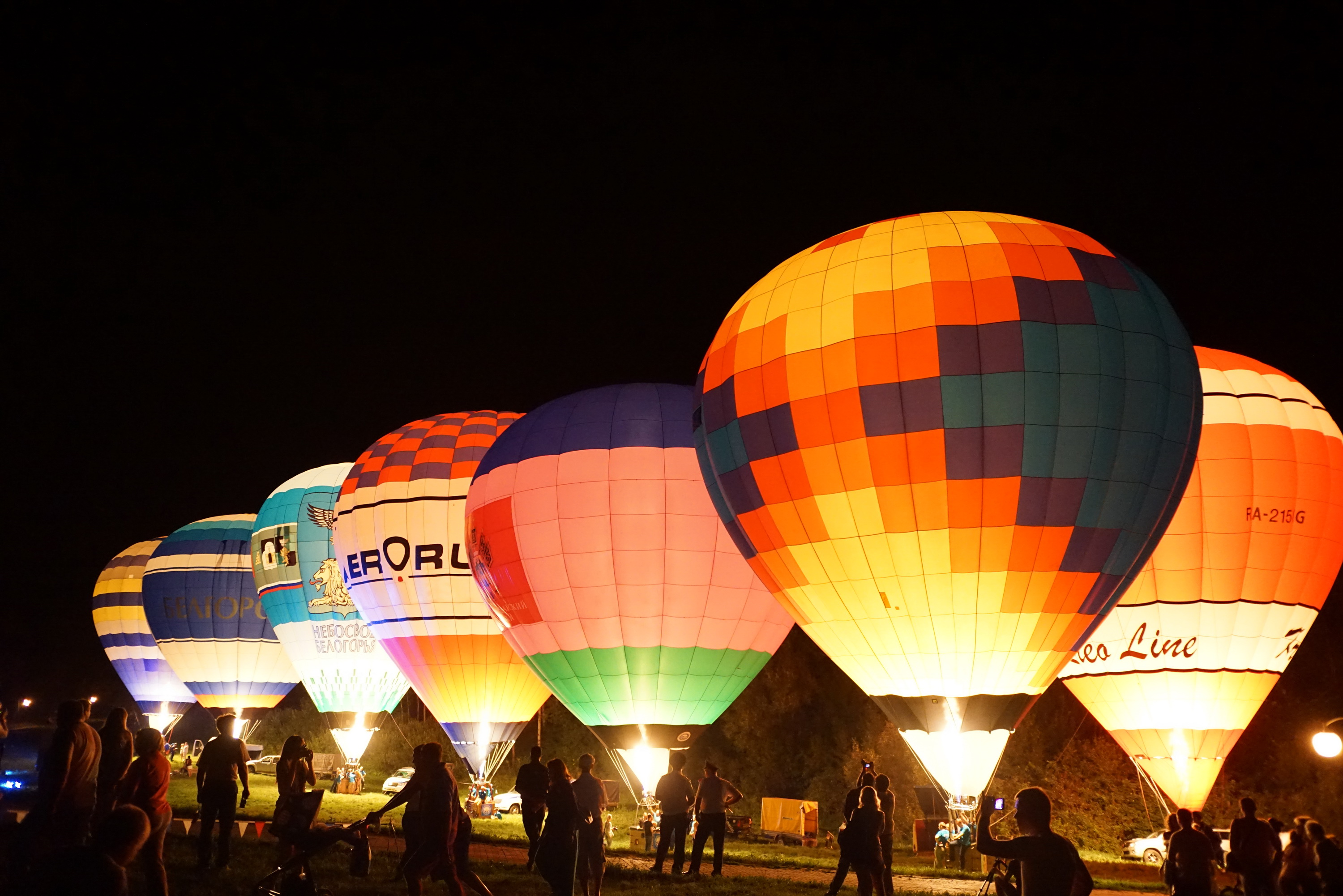
Ночное свечение, 9 августа 2015 года

III межрегиональный патриотический аэрофестиваль «Небосвод Белогорья» фактически начался за несколько дней до официальной даты, массовым взлётом и пролётом над Белгородом в День города, 5 августа, участников Чемпионата ЦФО по воздухоплавательному спорту. 15 тепловых аэростатов пролетели над центром города, подарив праздничное настроение белгородцам. Полёт совпал по времени с проводимым в этот день праздничным парадом духовых оркестров на центральной улице города, потому вызвал небывалый общественный резонанс в виде фото и видео материалов в СМИ и социальных сетях.
Первый официальный полёт фестиваля состоялся 7 августа 2015 года, также совместно с участниками Чемпионата ЦФО по воздухоплавательному спорту, в этом полёте пилотом Евгением Чубаровым на аэростате «Чайка» был установлен «локальный» рекорд высоты для тепловых аэростатов в Белгородской области — 4131 метр над уровнем моря. До этого рекорд высоты в Белгородской области принадлежал белгородскому пилоту Игорю Поликаренко (был установлен на аэростате «Белгород») — 3860 метров над уровнем моря.
К огорчению организаторов, близость по датам фестиваля «Небосвод Белогорья» и Чемпионата Европы по воздухоплавательному спорту в городе Дебрецен (Венгрия), не позволила многим пилотам в этот год посетить фестиваль. Тем не менее в фестивале участвовало 12 тепловых аэростатов из Московской, Ленинградской, Псковской, Рязанской, Ярославской, Воронежской областей, Республики Крым, Краснодарского края. Белгородская область впервые была представлена сразу четырьмя воздушными судами, флагманским «Небосвод Белогорья» и аэростатами «Белгород», «БелАэро», «Полосатик». Впервые в фестивале приняли участие гербовые аэростаты «Воронеж - город воинской славы», «Краснодарский край» и аэростат «Кафа-Феодосия». Также впервые на фестивале были аэростаты «Воробей» из Великих Лук и «Крео Лайн» из Павловского Посада. Аэростат «Санкт-Петербург» участвовал в фестивале второй раз, аэростаты «Ярославль-1000», «Цветной» и «БелАэро» - трижды. По техническим причинам в фестивале не смогла участвовать команда Республики Беларусь из Минска.
Некоторое сокращение количества воздухоплавательных экипажей с лихвой компенсировалось новыми участниками торжественной церемонии открытия III межрегионального патриотического аэрофестиваля «Небосвод Белогорья», которая состоялась 8 августа 2015 года, традиционно у подножия Памятника Победы — Звонницы на Прохоровском поле. В ней впервые с показательными выступлениями приняли участие два военно-патриотических клуба, «Патриот» Белгородского района и «Тайфун» Яковлевского района, работали выставки и стенды регионального отделения ДОСААФ, провел плац-концерт военный оркестр 357-го учебного центра ВВС России (Белгород), выступили ведущие творческие коллективы Белгорода и Прохоровского района. Перед церемонией открытия фестиваля прошел флешмоб в честь 70-летия Победы в Великой Отечественной войне, более 500 человек выстроились в слово "Победа" за Памятником Победы — Звонницей на Прохоровском поле. Велась прямая трансляция флешмоба с борта БПЛА на мобильный светодиодный экран МЧС России.
Существенно была расширена и лётная программа фестиваля. Кроме традиционных показательных прыжков парашютистов Белгородского АСК ДОСААФ, пилотажа самолетов Ан-2 и Як-12, полетов мотопарапланов и паралётов с флагами расцвечивания, Белгородская Федерация Самолетного Спорта впервые за 12 лет подняла в небо Белгородской области планёр LET L-13 Бланик, который выполнил фигуры показательного пилотажа с дымами. Буксировщик планёра, самолет PZL-101 Gawron также совершил показательный пилотаж. Показательные полеты и групповой пилотаж дельталётов клуба сверхлегкой авиации «Академия-Авиа» в этом году выполняли уже 4 воздушных судна сверхлёгкой авиации. В лётной программе фестиваля, также впервые, участвовали бипланы Авиатика-МАИ-890 и лёгкий многоцелевой самолёт Х-32 Бекас из авиаклуба «Сокол» (Старый Оскол), которые продемонстрировали виртуозный пилотаж. Первый раз в фестивале участвовали и авиамоделисты с радиоуправляемыми моделями самолётов и мультикоптеров.
Кульминацией программы фестиваля стал массовый старт и полёт аэростатов над Прохоровским полем. Воздушные суда прошли в сопровождении мотопарапланов и паралётов над многочисленными зрителями, собравшимися  у  Памятника Победы — Звонницы. Там же состоялось масштабное ночное свечение аэростатов и традиционное проекционное шоу с анимацией барельефов Звонницы. Представители СМИ, впервые отправившиеся в полет вместе с аэронавтами прошли традиционный обряд посвящения в воздухоплаватели.
Третий день фестиваля, 9 августа 2015 года начался утренним свободным полётом аэростатов в живописном районе Белгородского водохранилища, продолжился концертом для участников фестиваля в органном зале Белгородской государственной филармонии и обзорной экскурсией по городу Белгороду.
Вечером того же дня мероприятия фестиваля продолжились в посёлке Дубовое Белгородского района в парке возле огромного дуба, по преданию посаженного Б. Хмельницким в честь воссоединения России с Украиной в XVII веке. Там состоялся праздничный концерт творческих коллективов, поименное представление участников фестиваля и вручение им памятных подарков. Под бурные овации многочисленных зрителей, собравшихся на травяном склоне парка, состоялся массовый взлёт аэростатов и, через некоторое время, после возвращения команд из полёта, мероприятие завершилось грандиозным ночным свечением с музыкальным сопровождением.
Завершился фестиваль утром 10 августа 2015 года свободным полётом из посёлка Разумное Белгородского района. Некоторым воздухоплавателям удалось совместить полёт с рыбалкой.

### 2016 год. IV фестиваль
IV межрегиональный патриотический аэрофестиваль «Небосвод Белогорья» запланирован к проведению 5—8 августа 2016 г.

### 2021 год. IX фестиваль
В 2021 году фестиваль прошёл с 3 по 6 сентября (перенос сроков проведения был связан с эпидемией COVID-19). 3 сентября было проведено фаер-шоу в Дубовом. Пилотажная группа «Первый полёт» выступила 4 сентября над Звонницей на Прохоровском поле, а 5 сентября — над Белгородом. Также 4-6 сентября проходили полёты на аэростатах.

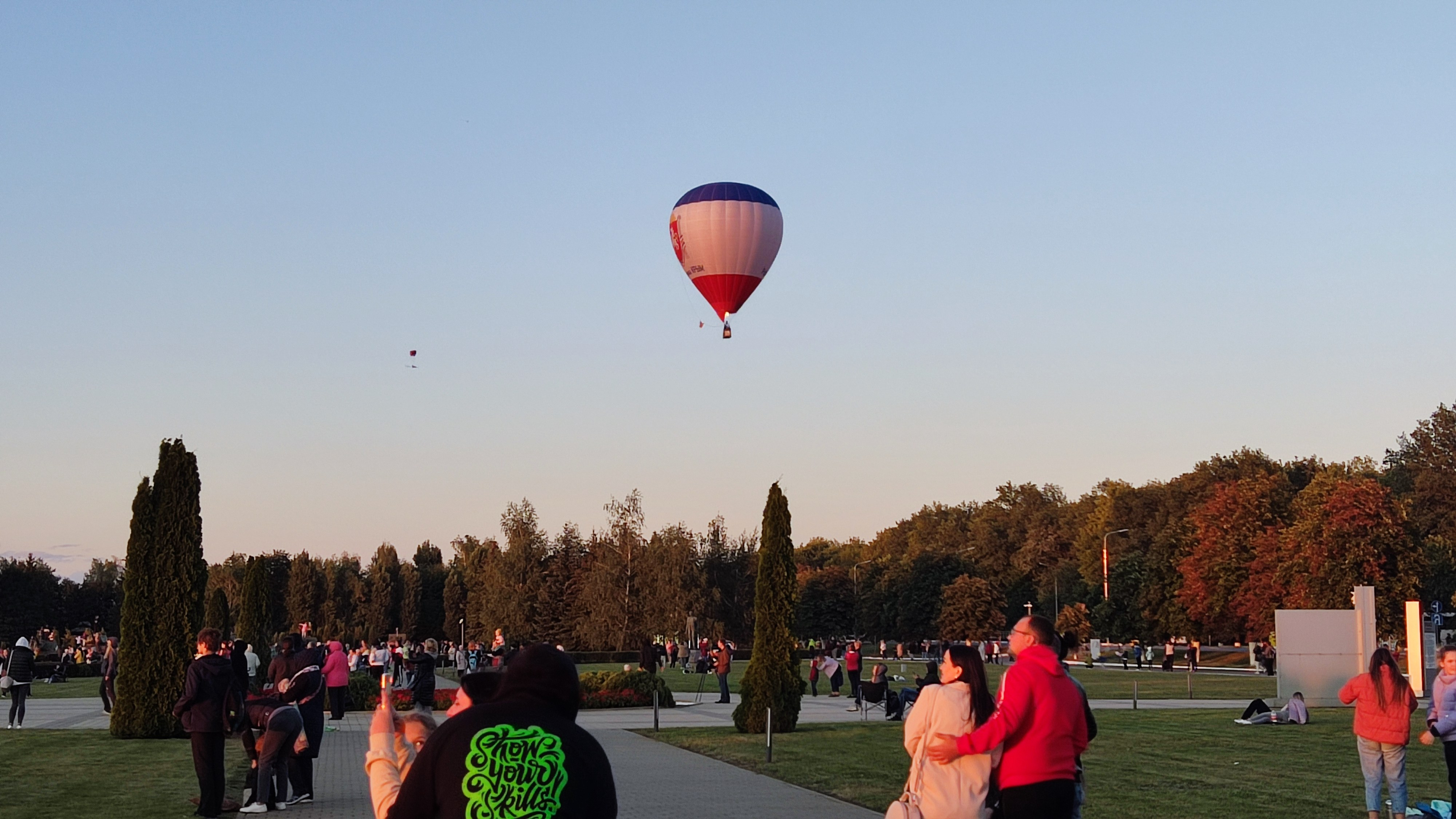
Аэростат «Крым»
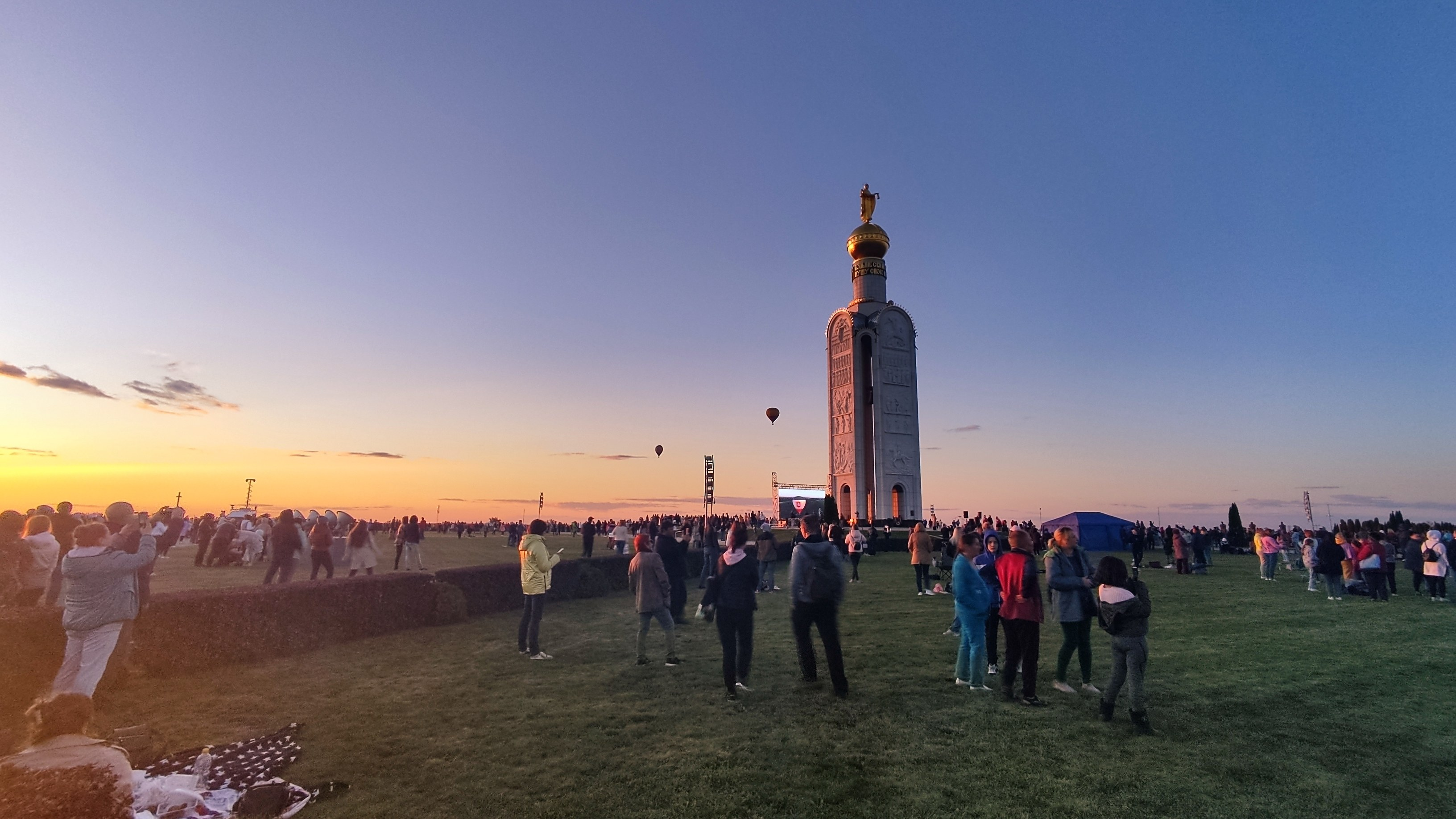
Звонница и аэростаты на закате
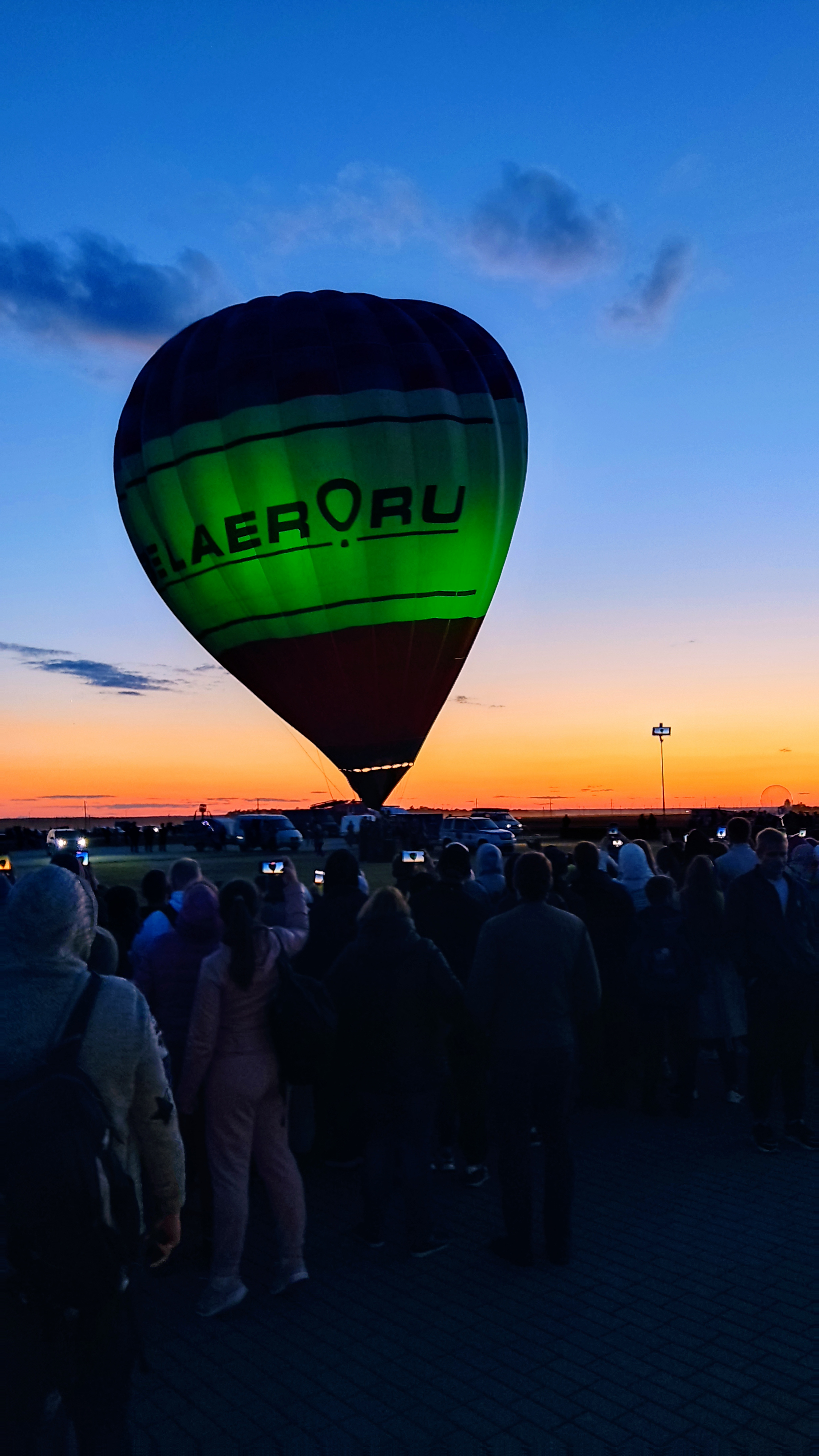
Аэростат «Белаэро» на Прохоровском поле

## Лёгкая, сверхлёгкая авиация и авиамоделизм на фестивале

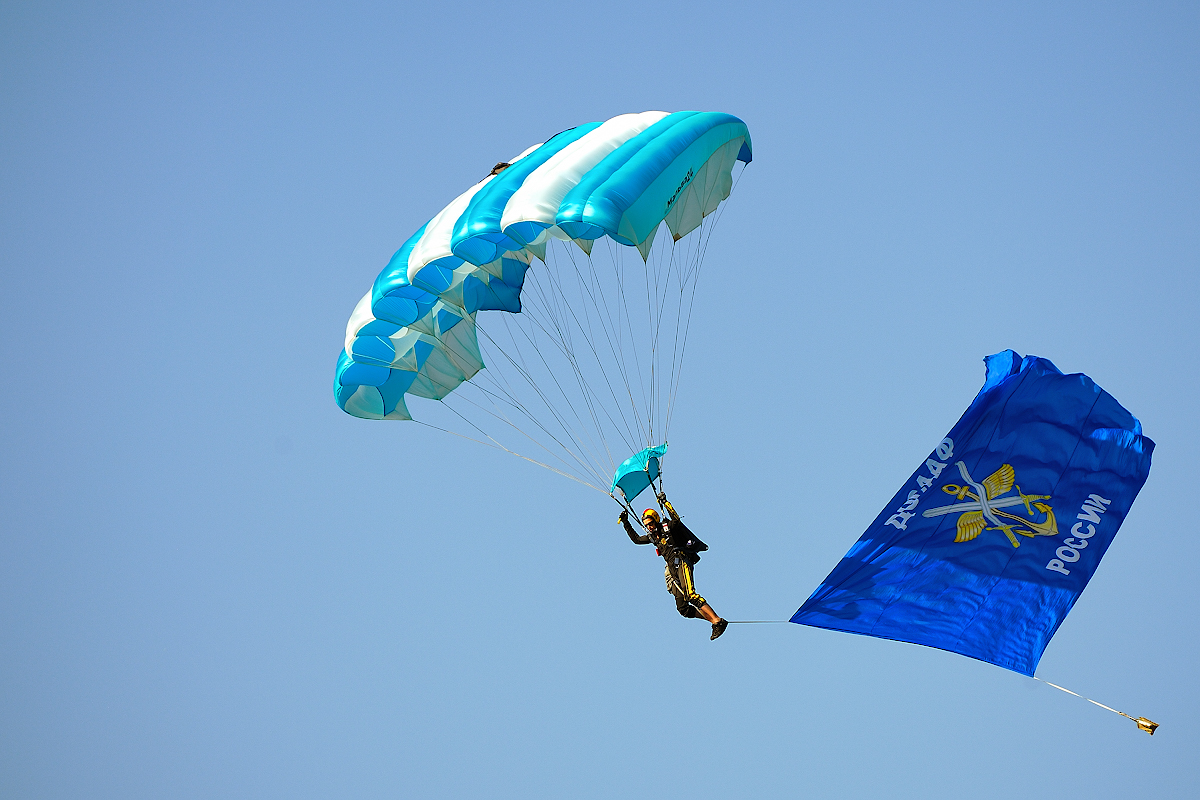
Парашютист, Небосвод Белогорья
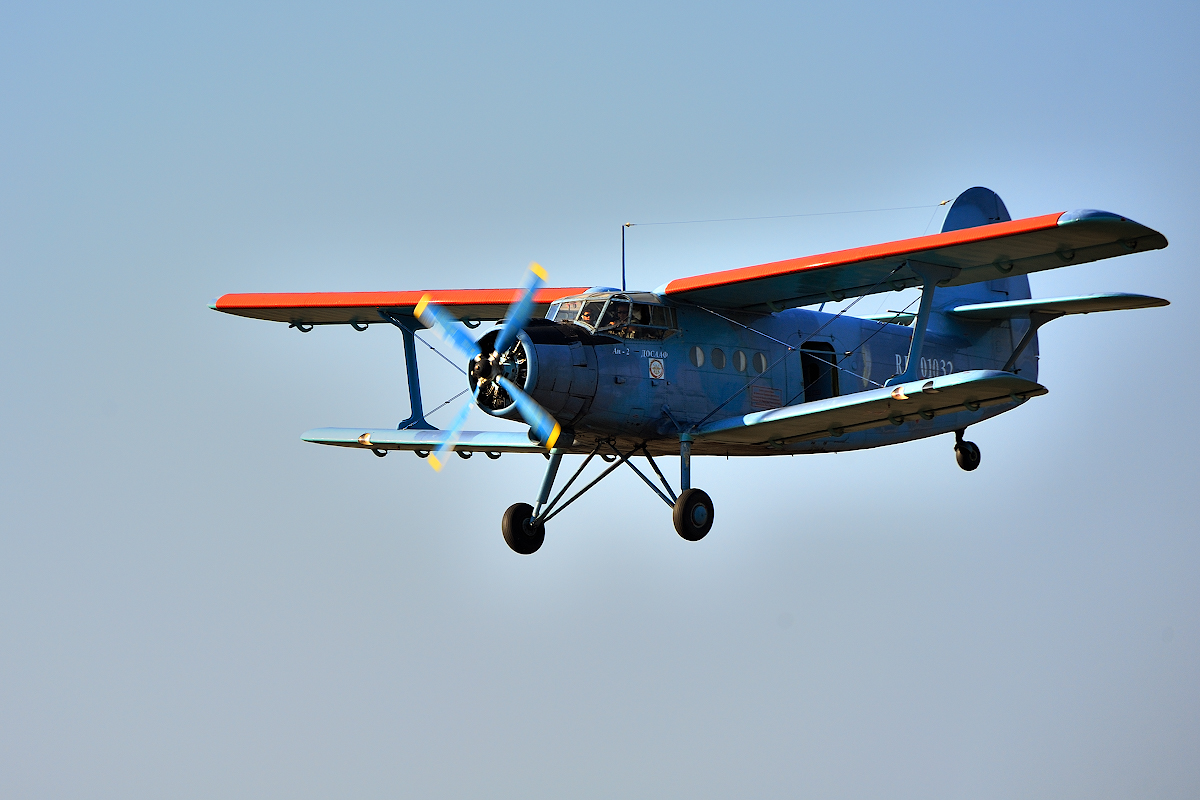
Ан-2, Небосвод Белогорья
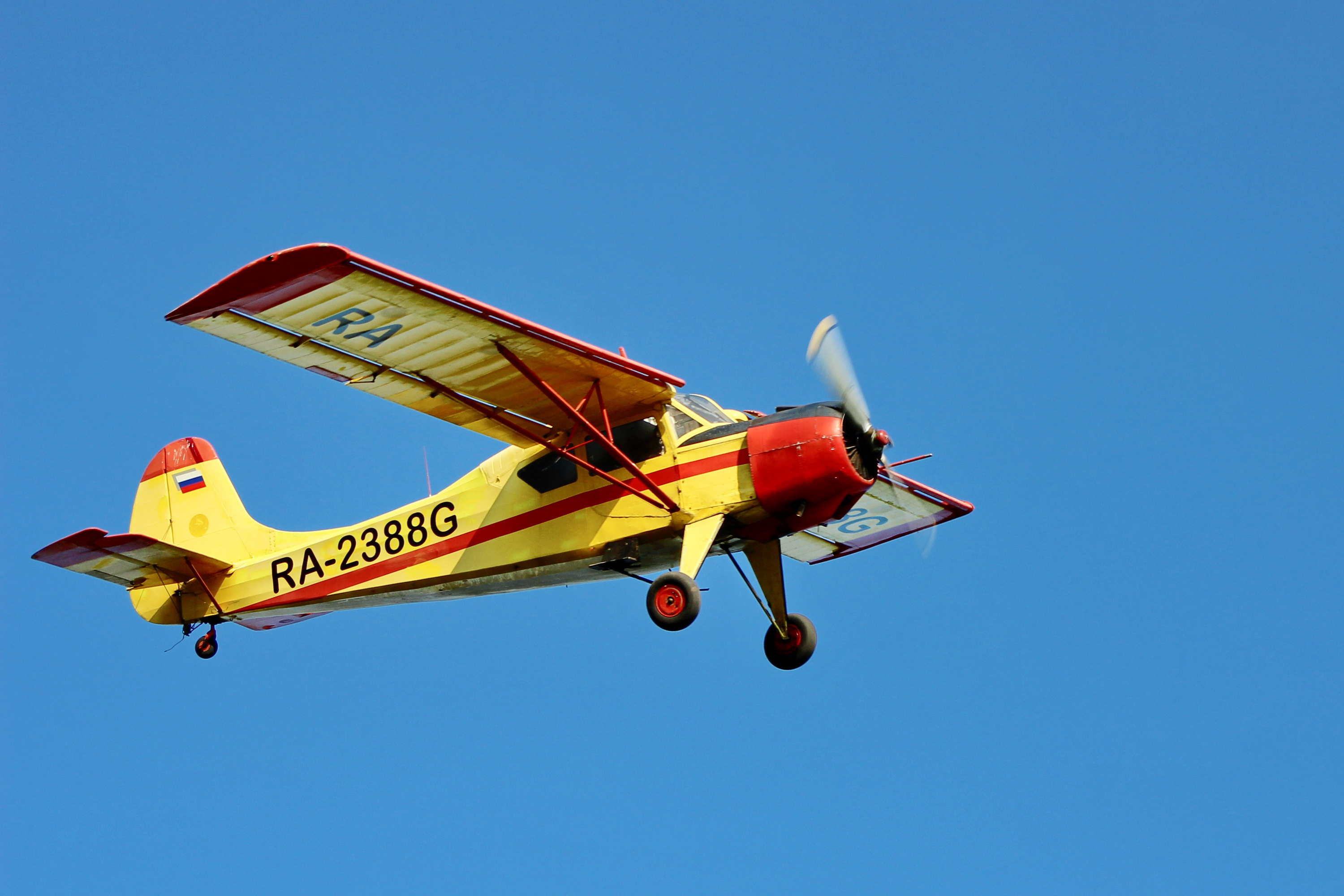
PZL-101 Gawron[англ.], Небосвод Белогорья
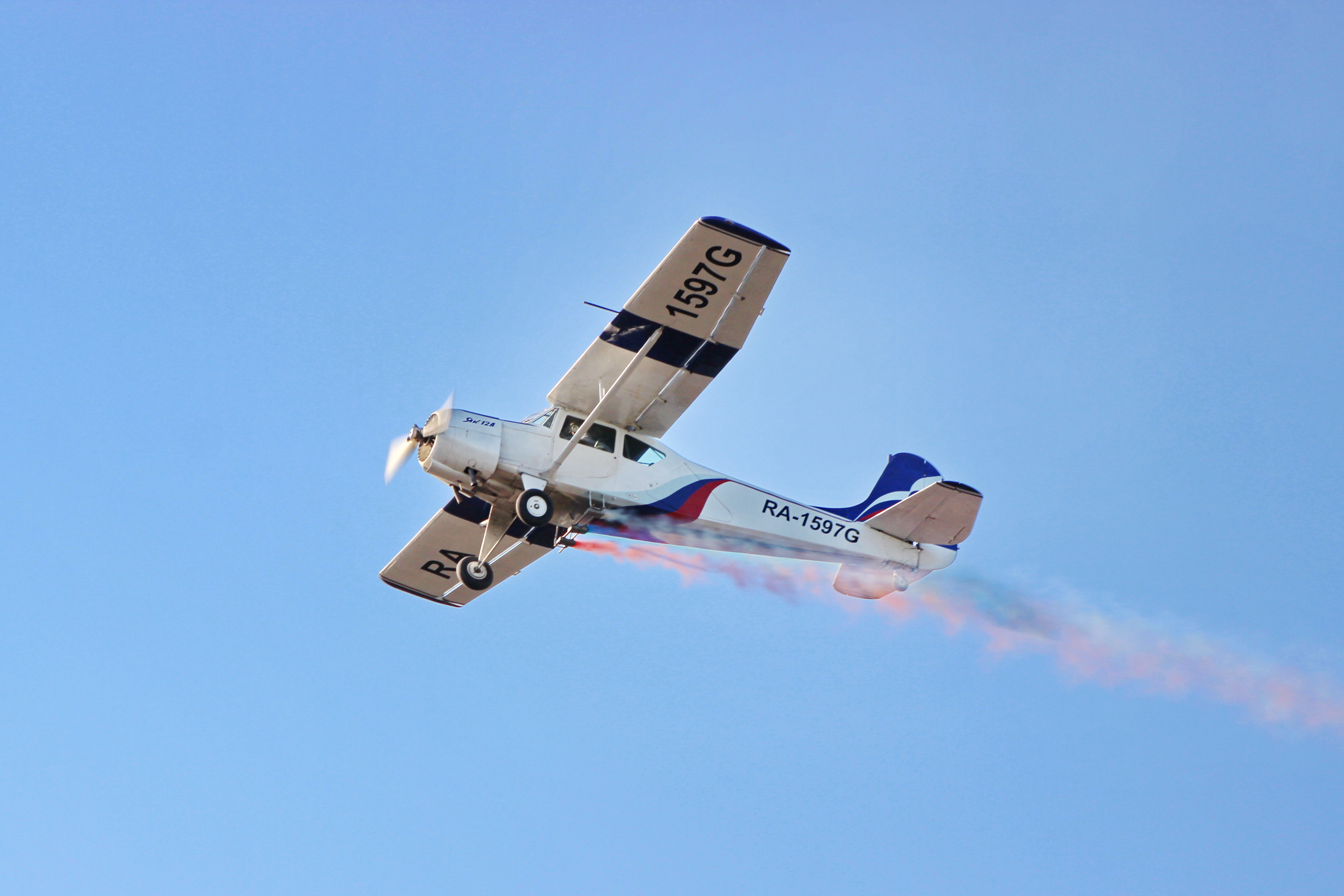
Як-12А, Небосвод Белогорья
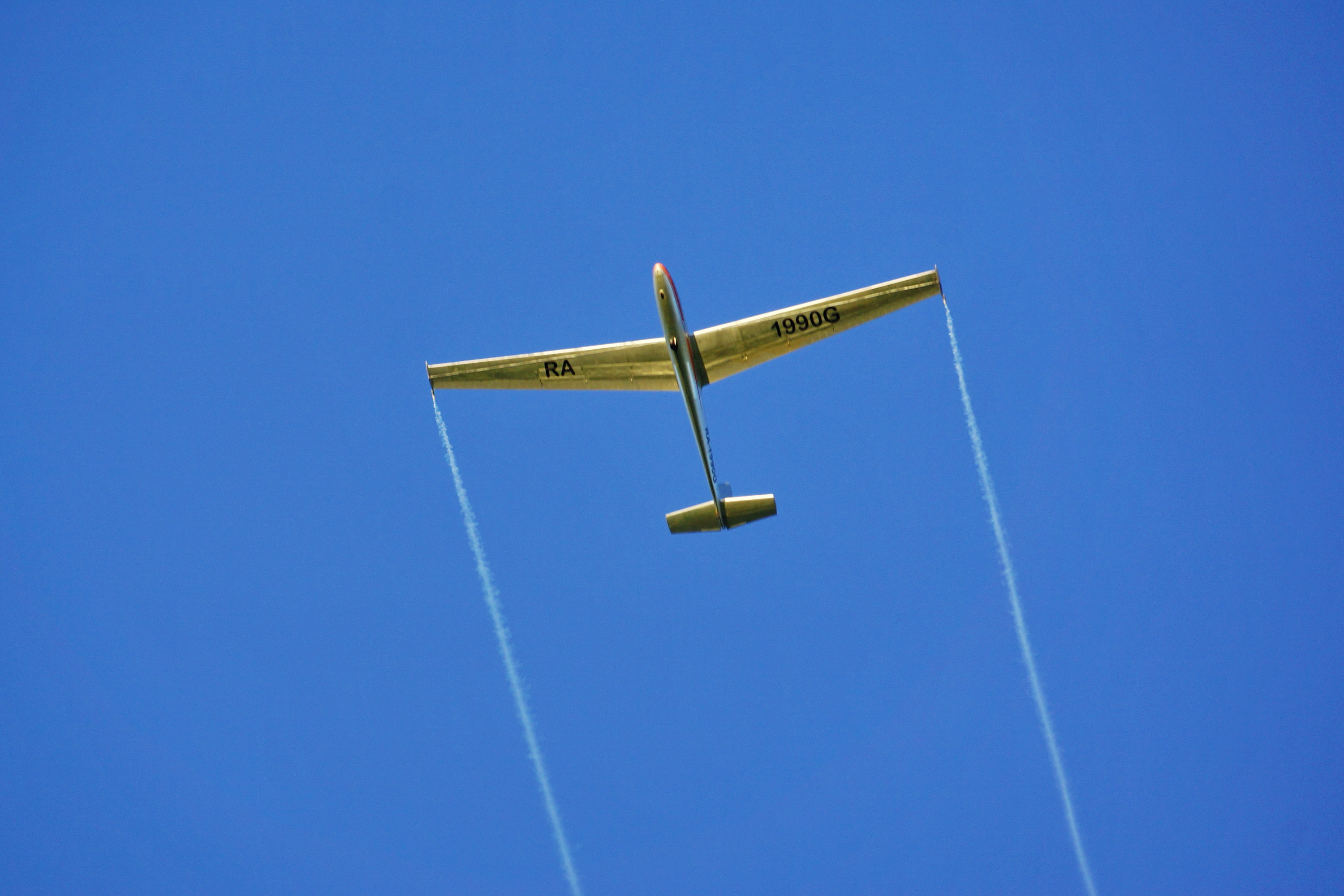
LET L-13 Бланик, Небосвод Белогорья
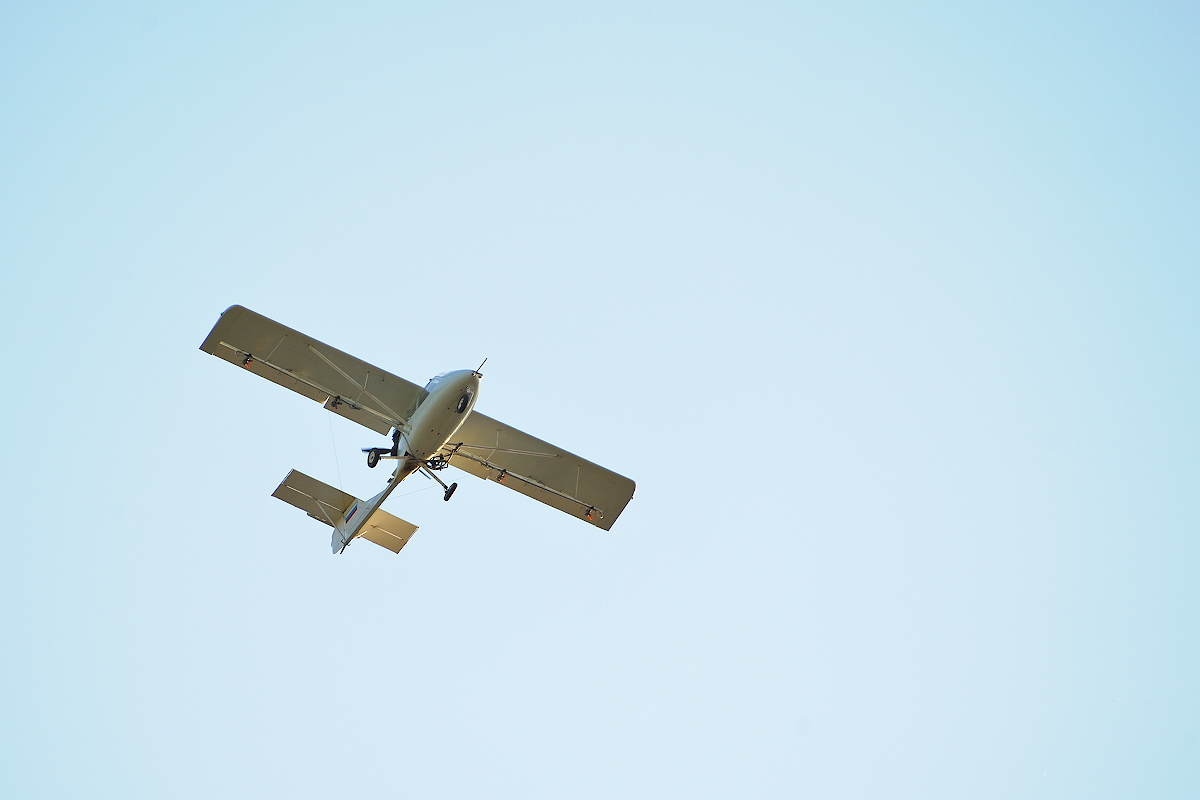
Х-32 Бекас, Небосвод Белогорья
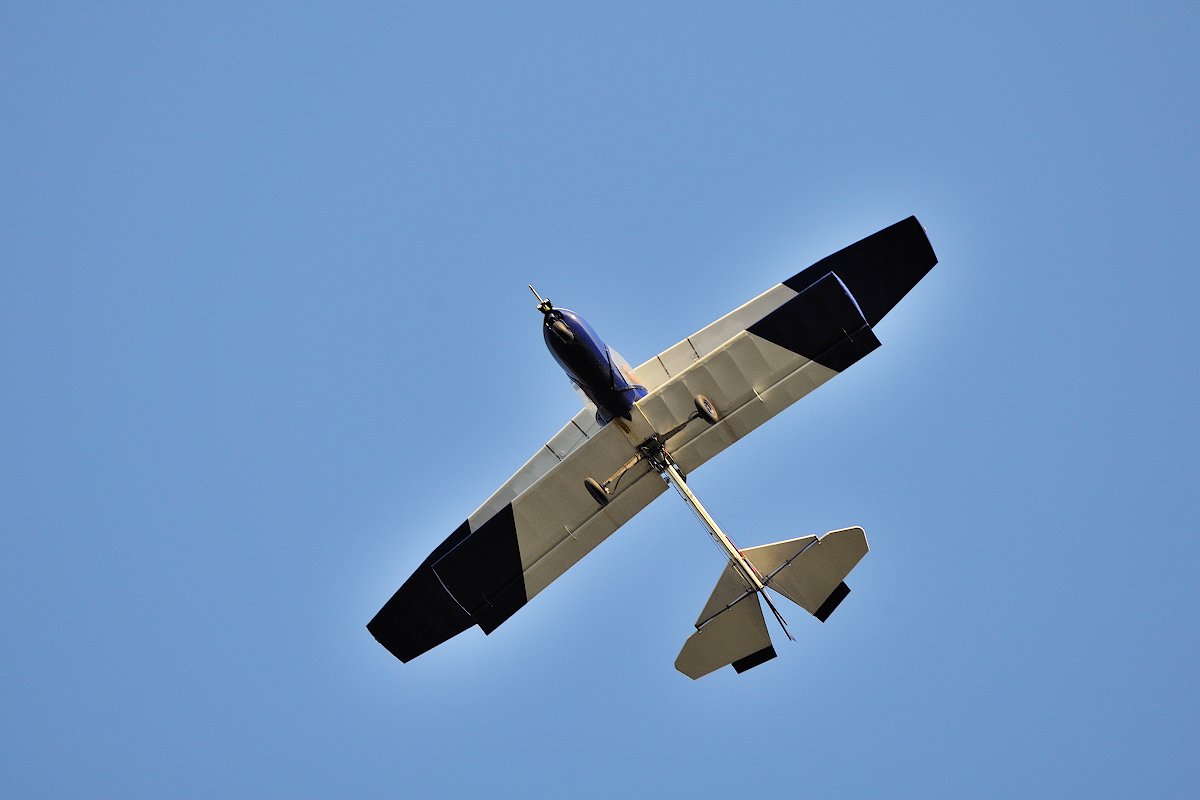
Авиатика-МАИ-890, Небосвод Белогорья
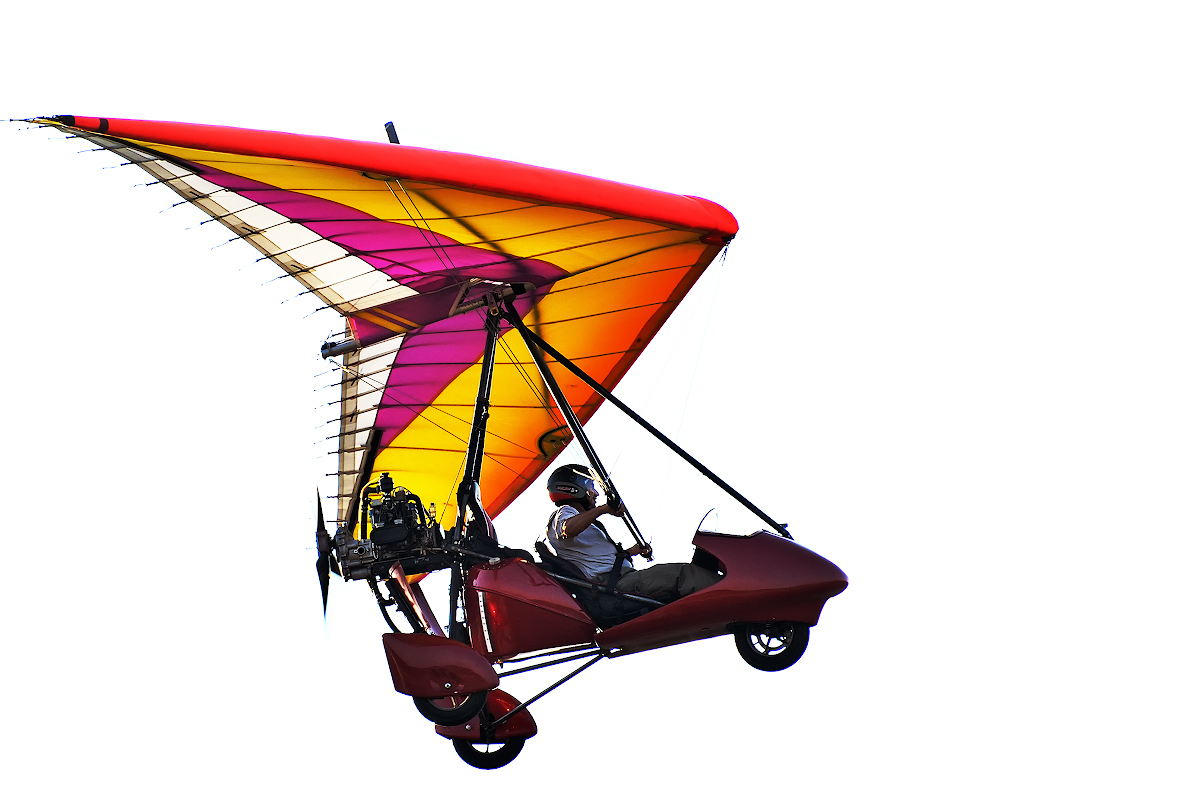
Дельталёт, Небосвод Белогорья
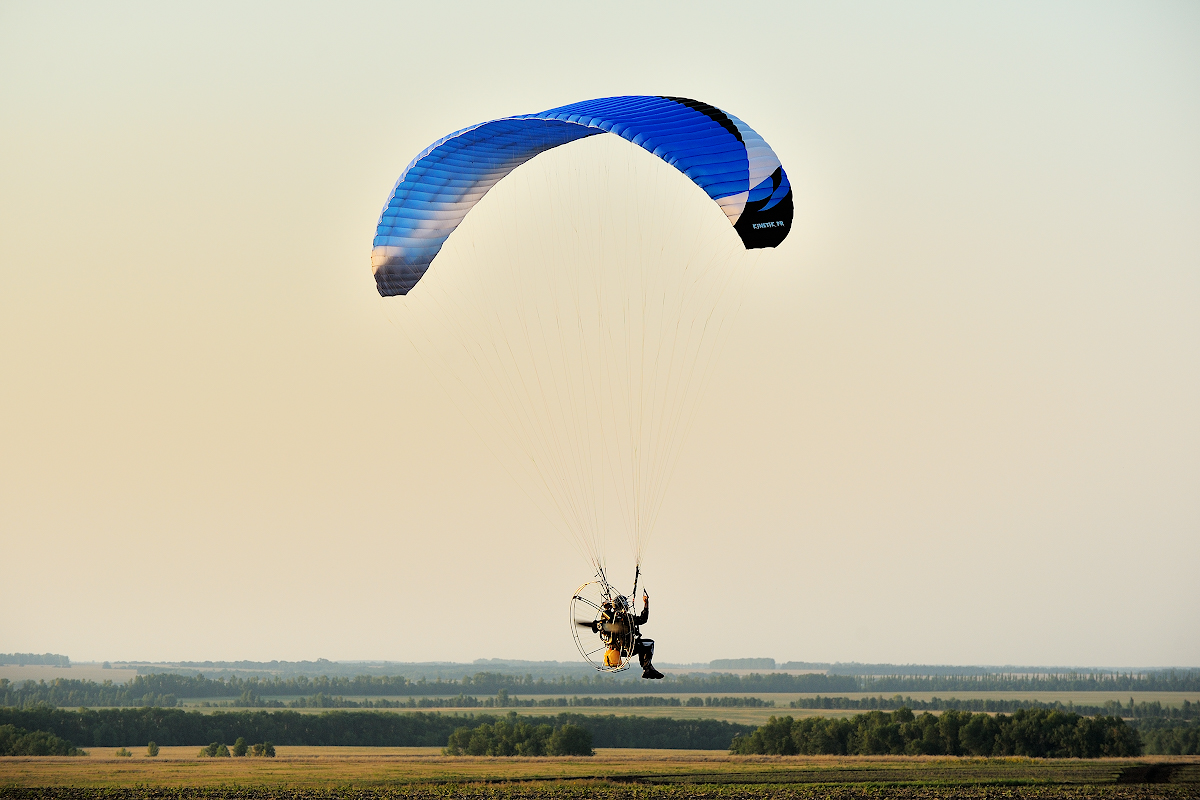
Мотопараплан, Небосвод Белогорья

Аэрофестиваль «Небосвод Белогорья» изначально задумывался не только как фестиваль воздухоплавания, но и как мероприятие, призванное дать толчок развитию лёгкой и сверхлёгкой авиации, парашютного спорта и планеризма в Белгородской области и, в целом, в России. С первого же года проведения в фестивале активно участвуют парашютисты и самолёты  Белгородского АСК ДОСААФ, самолёты Белгородской Федерации Самолетного Спорта, мотопарапланы и паралёты Белгородской Федерации Парапланеризма. С каждым новым фестивалем список и география участников этого сегмента летной программы расширяется. В 2014 к фестивалю присоединились дельталёты Клуба сверхлегкой авиации «Академия-Авиа, в 2015 - самолёты Авиаклуба «Сокол» (Старый Оскол), планёр Белгородской Федерации Самолетного Спорта, авиамоделисты. Организаторы выражают надежду, что эта тенденция сохранится м в будущем и участие в фестивале примут не только воздушные суда аэроклубов Белгородской области, но и ближайших регионов России. Ставится задача возрождения традиций авиационных парадов.
Также в рамках фестиваля планируется проведение соревнований по воздухоплавательному, мотопарапланерному, дельталётному и авиамодельному спорту, в 2015 году Чемпионат ЦФО по воздухоплавательному спорту и спортивный Кубок «Небосвод Белогорья» предшествовал  фестивалю.